# Liste lateinischer Phrasen/P

## Pabulum
Pabulum Acherontis
„Futter für den Acheron“ – Variante zu „Acherontis pabulum“

## Pace/Pacem
Pace …
Pace tua
pace …: „in friedlicher Absicht gegenüber …“ – zur Ankündigung, dass man in der Sache gegen den anschließend Benannten, aber nicht gegen dessen Person argumentieren will.
Davon abgeleitet: pace tua – „mit deiner Erlaubnis“.
 Pace facta
„Nach dem Friedensschluss“
 Pacem te poscimus omnes.
„Um Frieden bitten wir alle dich.“ – Ein Halbvers aus der Äneis des Vergil. Er lautet vollständig (11,362):
„Nulla salus bello, pacem te poscimus omnes“
„Unheil nur kommt vom Krieg, um Frieden bitten wir alle dich“.
 Pacem volo, bellum paro.
„Den Frieden will ich, daher rüste ich zum Krieg.“
 Si vis pacem para bellum
„Wenn du Frieden willst, bereite den Krieg vor.“
Der von diesem Sprichwort abgeleitete Markenname Parabellum wurde für verschiedene Handfeuerwaffen benutzt.

## Pacta
Pacta sunt servanda
„Verträge sind einzuhalten.“

## Paete

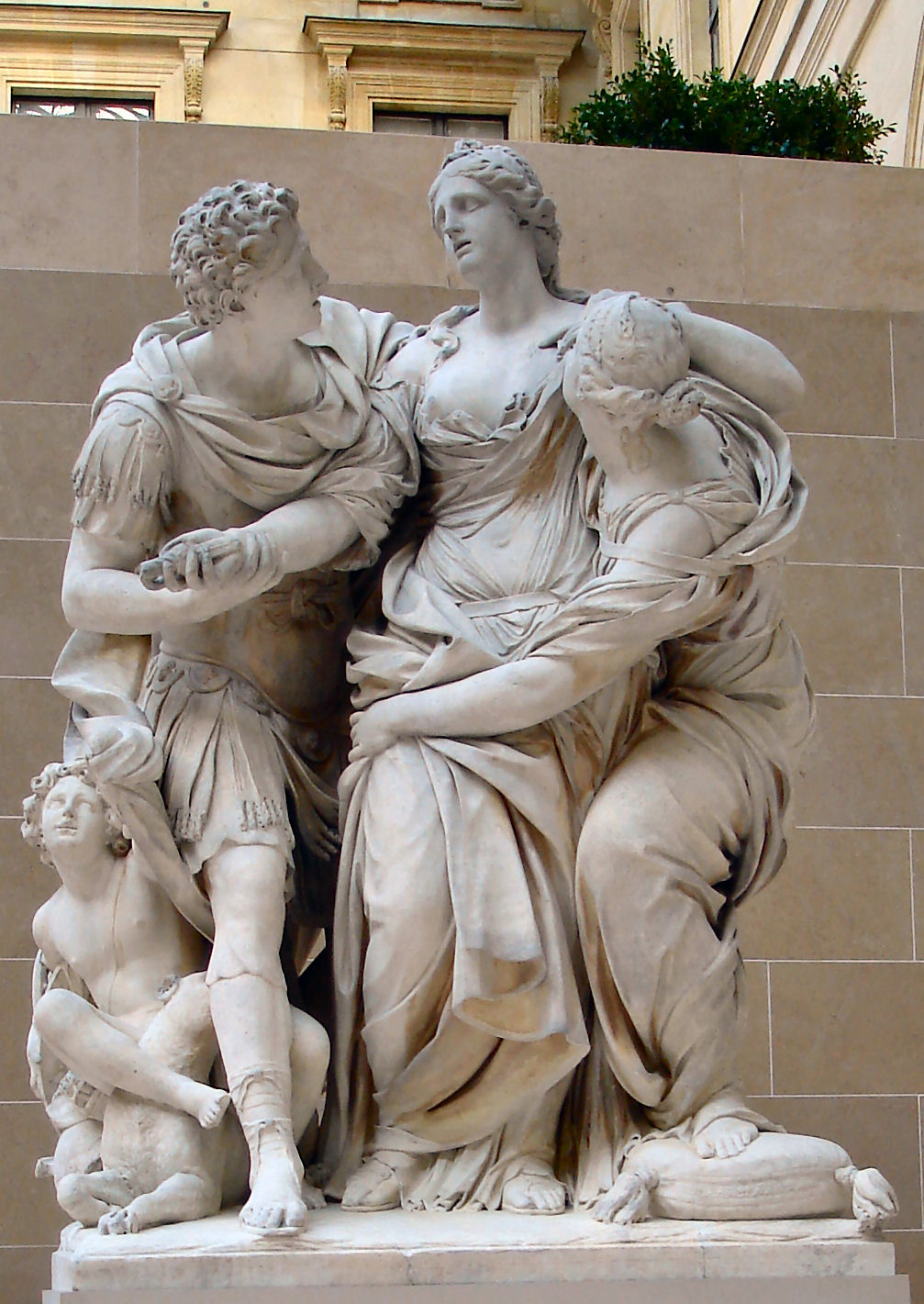
Arria und Paetus, Skulptur im Louvre

Paete, non dolet.
„Paetus, es tut nicht weh.“ – Arria die Ältere, Frau des römischen Politikers Aulus Caecina Paetus, soll mit diesen Worten ihrem Mann den Dolch, den sie sich in die Brust gestoßen hatte, zum gemeinsamen Suizid gereicht haben (Plinius der Jüngere, Epistulae 3,16,6).

## Pallas
Tuta sub aegide Pallas.
„Geschützt ist Pallas hinter ihrem Aigis-Schild.“ – In Anlehnung an Ovid, Metamorphosen 5,46, wo die kriegerische Pallas Athene ihren Bruder Perseus beschützt.
Signet des niederländischen Verlags Brill, Leiden, mit Allegorie der Pallas Athene als Beschirmerin der Wissenschaft und Kunst sowie des Hermes als Schutzherr des Handels.

## Pallida
Pallida mors aequo pulsat pede pauperum tabernas regumque turres.
„Der bleiche Tod klopft mit gleichem Fuß an die Hütten der Armen und die Paläste der Reichen.“ – Horaz, carmina 1,4,13f.
Entspricht in etwa dem deutschen Sprichwort „Arm oder reich, der Tod macht alle gleich.“

## Palma/Palmam

Palma sub pondere crescit: Wappen des Fürstentums Waldeck

Palma sub pondere crescit.
„Die Palme wächst unter der Last.“
Das Dictum geht zurück auf Gellius, der in den Noctes Atticae (3,6) unter Berufung auf Aristoteles (Problemata B. 7) und Plutarch (Symposiaca B. 8) schreibt: „Wenn man auf das Holz des Palmbaums große Gewichte legt und ihn so sehr beschwert, dass er der großen Last nicht standhalten kann, dann weicht die Palme nicht nach unten aus und wird auch nicht gebogen, sondern steht gegen die Belastung wieder auf und richtet sich ungekrümmt empor.“
Der Spruch ist als Wappendevise mehrmals nachgewiesen, z. B. für das Fürstentum Waldeck-Pyrmont.
 Palmam, qui meruit, ferat.
„Die Siegespalme erhalte, wer sie verdient hat!“ – Inschrift auf dem Grab Lord Horatio Nelsons und Motto der University of Southern California

## Pane/Panem/Panis
Pane egeo iam mellitis potiore placentis.
„Brot ist mir jetzt lieber als honigsüße Kuchen.“ – Horaz, epistulae 1,10,11.
 Panem et circenses
„Brot und Zirkusspiele“ – Der Ausdruck stammt vom römischen Dichter Juvenal, der in einer Satire das römische Volk kritisiert, das die Macht an den Kaiser verloren habe und sich nur noch diese beiden Dinge wünsche: „Brot und Spiele“.
 Panem nostrum cotidianum da nobis hodie.
„Unser tägliches Brot gib uns heute.“ – Bitte aus dem Vaterunser, die auch unter „Panem nostrum supersubstantialem da nobis hodie“ bekannt ist (Evangelium nach Matthäus 6,11).
 Panis sine fermento
„Ungesäuertes Brot“ – Ungesäuertes Brot wird gebacken, noch bevor die Sauerteiggärung beginnt. Matzen sind die koscheren, flachen, ungesäuerten Brotfladen der jüdischen Küche, die in der Pessach-Woche zur Erinnerung an die Befreiung aus Ägypten verspeist werden.

## Pange
Pange lingua
„Besinge, Zunge“ – Anfangsworte einer Hymne des Venantius Fortunatus. Sie wird vor allem zur Feier des Fronleichnamsfestes und am Gründonnerstag gesungen. Die erste Strophe lautet auf Lateinisch und in einer Nachdichtung so:
Thomas von Aquin, 1263/64:

 Pange, lingua, gloriosi

 Corporis mysterium,

 Sanguinisque pretiosi,

 quem in mundi pretium

 fructus ventris generosi

 Rex effudit Gentium.
Heinrich Bone, 1847:

 Preise, Zunge, das Geheimnis

 dieses Leibs voll Herrlichkeit

 und des unschätzbaren Blutes,

 das, zum Heil der Welt geweiht,

 Jesus Christus hat vergossen,

 Herr der Völker aller Zeit.

## Par/Pari
Par et impar
„Gleich und ungleich“
 Par nobile fratrum
„Ein edles Brüderpaar“ – Horaz, Sermones 2,3,243.
Horaz nennt ironisch die Söhne des Quintus Arrius wegen ihrer gemeinsamen Nichtnutzigkeit, Albernheit und bösen Gelüste geradezu ein Zwillingspaar („nequitia et nugis pravorum et amore gemellum“).
 Par pari respondere/referre
„Gleiches mit Gleichem vergelten“
Cicero verwendet allerdings den Singular par pari respondere im Sinn von bar zahlen.
 Pari passu
„In gleichem Schritt“ – in gemeinsamer, simultaner Bewegung

## Parce/Parcere
Parce mihi Domine, quia Dalmata sum.
„Sei mir gnädig, Gott, weil ich Dalmatiner bin.“ – Kirchenvater Hieronymus

Peter Paul Rubens: „Der Sturz des Phaethon“

 Parce, pater, virgis, nolo componere versus.
„Schone die Ruten, Vater, ich will keine Verse mehr dichten!“ – Dies ironischerweise in Versform als Hexameter. Auch in der Version „Parce, pater, virgis: iam numquam carmina dicam!“ überliefert.
Vgl. das folgende Ovid-Zitat Parce, puer …
 Parce, puer, stimulis et fortius utere loris.
„Sei zurückhaltend mit dem Treibstachel, Knabe, und benutze mehr die Zügel!“ – Ovid, Metamorphosen 2,127.
In dieser Verwandlungssage wird erzählt, wie der Sonnengott Phoebus seinen Sohn Phaeton davor warnt, die Pferde, die den Sonnenwagen ziehen, zu schnell laufen zu lassen. Doch Phaethon hält sich nicht daran, das Viergespann rast los und gerät außer Kontrolle. Phaethon verlässt die tägliche Fahrstrecke zwischen Himmel und Erde und löst eine Katastrophe aus.
 Parcere subiectis et debellare superbos
„Unterworfene schonen und Hochmütige niederschlagen“ – Das Selbstverständnis des augusteischen Roms, dichterisch dem Anchises als Prophezeiung an seinen Sohn Aeneas in den Mund gelegt (Vergil, Aeneis 6,853).

## Pares/Paria
Pares cum paribus facillime congregantur.
„Gleich und Gleich gesellt sich sehr leicht.“
 Paria paribus
„Gleiches mit Gleichem“ – Siehe auch „Par pari respondere“

## Pars
Pars pro toto
„Ein Teil für das Ganze“ – Rhetorischer Tropus. In „pro Kopf“ steht Kopf für den ganzen Menschen.

## Parturient
Parturient montes, nascetur ridiculus mus.
„Kreißen werden die Berge, geboren werden wird eine lächerliche Maus.“ – Freier: „Es kreißen die Berge, geboren wird eine lächerliche Maus.“ (Horaz, Ars Poetica 139)
Etwas, das mit großem Aufwand vorbereitet oder großspurig angekündigt wurde, hat wenig Effekt oder ist völlig unspektakulär.
Im Deutschen häufig verkürzt oder variiert, zum Beispiel als „der kreißende Berg gebiert eine Maus“ oder es wird nur der erste Teil erwähnt im Vertrauen darauf, dass der zweite Teil gedanklich ergänzt wird („Die Berge kreißten …“).
Hat seinen Ursprung in einer Fabel des Äsop, siehe dazu ausführlicher Ὤδινεν ὄρος καὶ ἔτεκε μῦν.

## Parva/Parvum
Parva sub ingenti
„Die Kleine unter dem Riesen“ – Wappenspruch der kanadischen Provinz Prince Edward Island, der sowohl flächenmäßig als auch von der Einwohnerzahl her kleinsten Provinz Kanadas.
 Parvum addas parvo, magnus acervus erit.
„Kleines gib zu Kleinem und es wird ein großer Haufen sein.“

## Passibus
Passibus ut tacitis haec transit mobilis umbra, sic transit quidquid maximus orbis habet
„Wie der bewegliche Schatten dies mit schweigenden Schritten durchläuft, so durchläuft er alles, was der riesige Erdkreis umfasst.“

## Passim
passim
„Überall, da und dort“ – Fachterminus, der in wissenschaftlichen Texten anstelle von konkreten Seitenangaben gebraucht wird, wenn keine konkrete Zeile oder kein bestimmter Absatz zum Sachverhalt angegeben werden kann, sondern der Sachverhalt sich durch den gesamten Text oder ein großes Textstück zieht.

## Pater/Patres

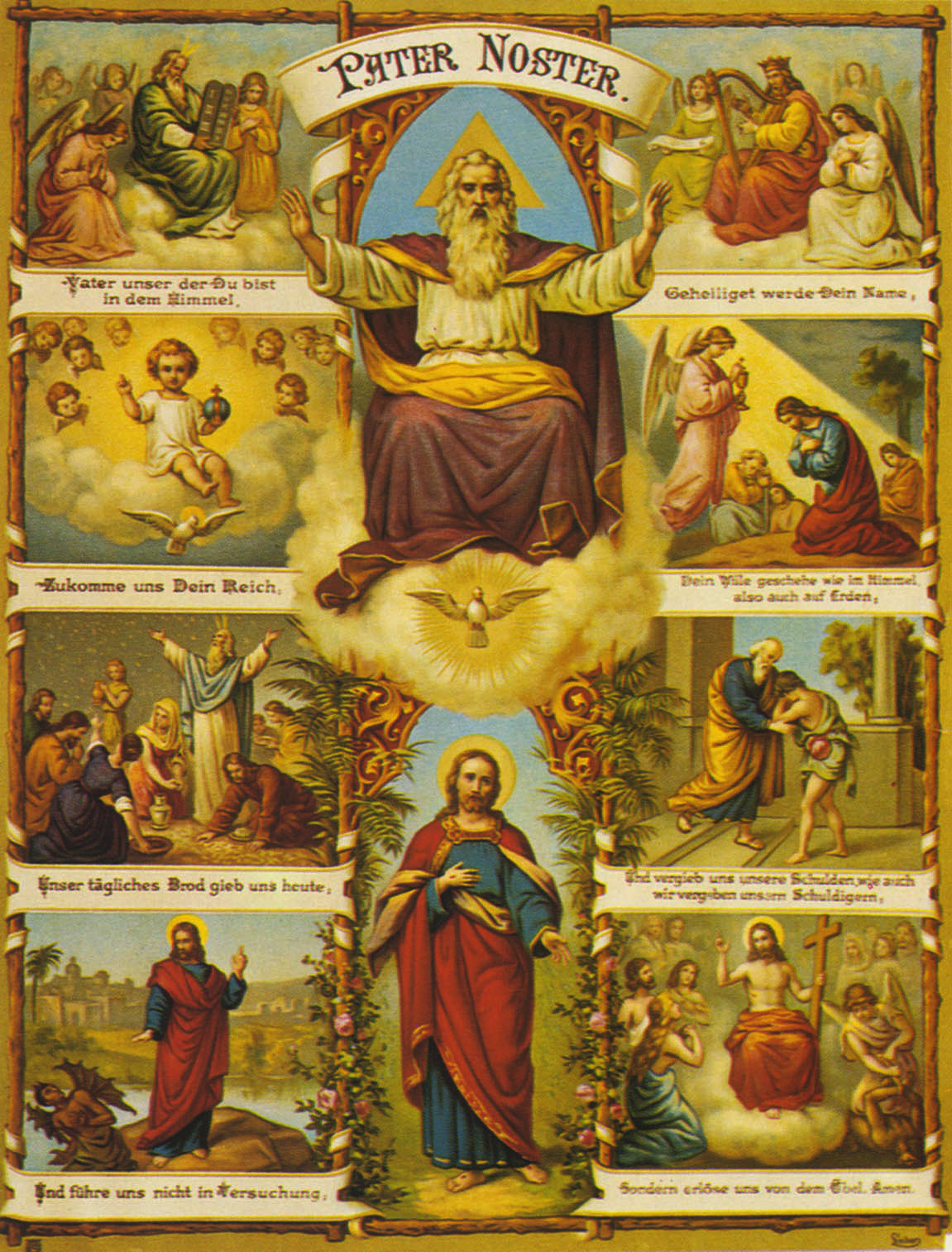
„Pater noster“, naiv bebilderter Wandschmuck (vor 1900)

Pater familias
„Familienoberhaupt“ – Nach römischem Recht der „ranghöchste“, meist der älteste Mann im Haushalt.
 Pater historiae
„Vater der Geschichtsschreibung“ – Titel des griechischen Geschichtsschreibers Herodot
 Pater noster
„Vater unser“ – Das bekannteste Gebet des Christentums. Der Anfang lautet: „Pater noster, qui es in caelis“: „Vater unser, der du bist im Himmel“.
 Pater patriae
„Vater des Vaterlands“ – Erstmals vom Senat dem Konsul Marcus Tullius Cicero für seinen Anteil an der Unterdrückung der Verschwörung des Catilina verliehener Ehrentitel.
 Pater, peccavi.
„Vater, ich habe gesündigt.“ Aus der Rede des verlorenen Sohnes bei der Rückkehr ins Vaterhaus. Der ganze Satz (15,21) lautet: „Pater, peccavi in caelum et coram te“: „Vater, ich habe gesündigt, gegen den Himmel und vor dir“.
 Pater semper incertus est.
„Der Vater ist immer ungewiss.“ – Rechtssprichwort im Gegensatz zu „Mater semper certa est“ – „Die Mutter ist immer sicher“. Um einer solchen Rechtsunsicherheit vorzubeugen, heißt es: „pater est, quem nuptiae demonstrant“ – „Vater ist, wen die Verheiratung bezeichnet“.
 Patres conscripti
„Väter (und) Beigeordnete“ – Anrede an die versammelten Senatoren. Die patres waren die Angehörigen der alten Patrizierfamilien, nach größeren Ausrottungen in den Ständekämpfen wurde der Senat für weitere Kreise, die conscripti, geöffnet.

## Patet
Patet omnibus (veritas)
„(Die Wahrheit) ist allen zugänglich“

## Patior
Patior, ut potiar
„Ich leide, um zu herrschen.“

## Patria/Patriae
Patria est, ubicumque est bene.
Das Vaterland ist, wo immer es einem gut geht. – Cicero, Tusculanae disputationes 5,108, wo das Dictum als Zitat aus der Tragödie „Teucros“ des Marcus Pacuvius angeführt ist. Hat seinen Ursprung im Werk „Der Reichtum“ des griechischen Dichters Aristophanes und geht auf die griechische Form Τῷ γὰρ καλῶς πράσσοντι πᾶσα γῆ πατρίς zurück.
Verkürzt: „Ubi bene, ibi patria“.
 Patriae inserviendo consumor.
„Beim Dienst für das Vaterland zehre ich mich auf.“ – Ein Motto, das sich bis in die Barockzeit zurückverfolgen lässt. Auch von Otto von Bismarck in Briefen als persönliches Motto verwendet.
Variante von „Aliis inserviendo consumor.“ – „Im Dienst für Andere verzehre ich mich.“
 Patriae fumus igne alieno luculentior.
„Der Rauch des Vaterlandes ist leuchtender als fremdes Feuer.“ – Mittellateinisches Sprichwort, z. B. bei Erasmus, Adagia 1,2,16 (häufige Variante mit igni statt igne).

## Patrimonium
Patrimonium pauperum
„Das Vermögen der Armen“ – im Mittelalter Bezeichnung für das Kirchenvermögen

## Paupertas
Paupertas meretrix est.
„Die Armut ist eine Hure.“ – Eine vergleichbare Behauptung enthält der Satz: „Erst kommt das Fressen, dann kommt die Moral.“
Der Satz wurde von den Humanisten als Sprichwort zitiert. Der Konsistorialsekretär Andreas Joseph Nunn nahm ihn ebenfalls auf und ergänzte ihn zu einem Distichon: „Armut ist eine Dirne, aber Luxus dagegen ein Kuppler. Verführt jene die Schlechten, zieht dieser die Guten in den Schmutz.“

## Pax

Wappen von Saint Vincent und den Grenadinen

Pax Americana
„Amerikanischer Frieden“ – Euphemismus für die USA und ihre Einflusssphäre; vgl. Pax Romana.
 Pax Arabica
„Arabischer Frieden“ – Friedenstiftung nach arabischem Muster, notfalls auch mit Anwendung militärischer Macht, zur Sicherung der von ihren Verfechtern gewünschten Vorherrschaft arabischer Werte. Ableitung mutmaßlich von Pax Americana.
 Pax Augusta
„Augusteischer Frieden“ – Die langanhaltende innere Friedenszeit, die mit der Herrschaft des römischen Kaisers Augustus begann.
 Pax Augustana
„Augsburger Frieden“ – Der Augsburger Reichs- und Religionsfrieden wurde 1555 auf dem Reichstag zu Augsburg zwischen Ferdinand I., der seinen Bruder Kaiser Karl V. vertrat, und den Reichsständen geschlossen. Als Reichsgesetz für das Heilige Römische Reich Deutscher Nation sicherte er den Anhängern der Confessio Augustana Frieden und ihre Besitzstände zu.
 Pax Britannica
„Britischer Frieden“ – Euphemismus für das Britische Empire, analog zur Pax Romana
 Pax Cererem nutrit, pacis alumna Ceres.
„Friede bringt den Ackerbau zum Gedeihen, Friedens Zögling ist der Ackerbau.“ – Ovid, Fasti 1,704.
 Pax Dei
„Göttlicher Frieden“ – Gottesfriedensbewegung, die im 10. Jahrhundert in Frankreich aufkam. Die Kirche fühlte sich durch die Privatkriege des Adels und seine Übergriffe auf das Kirchengut bedroht und versuchte, durch Anteilnahme an der Friedenswahrung Einfluss auf das politische Leben zu gewinnen.

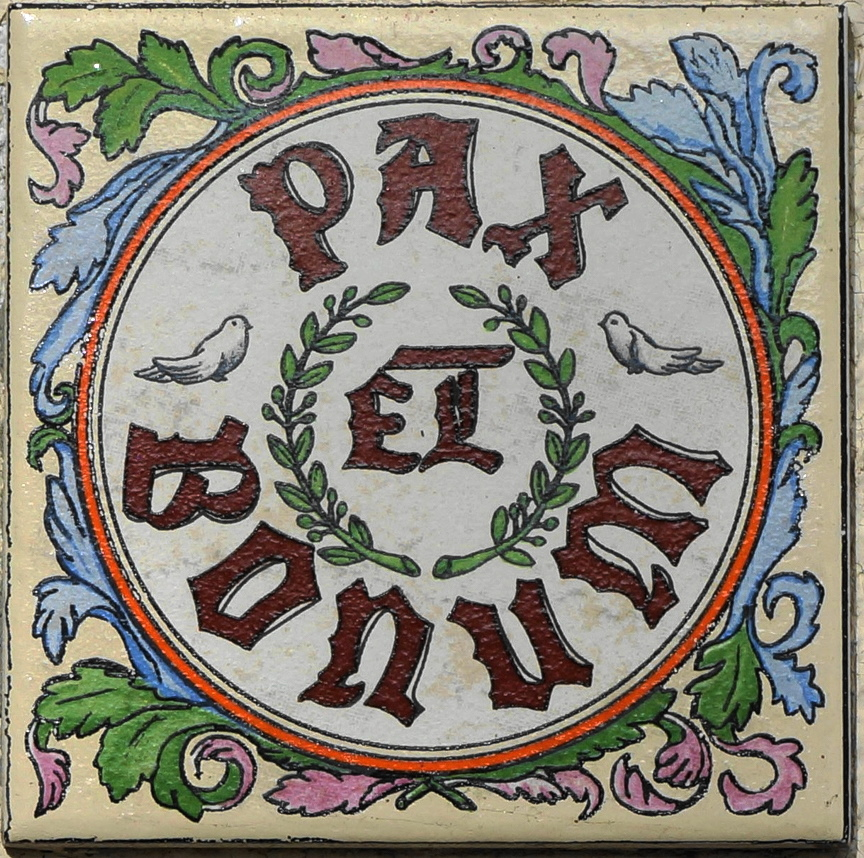
Frieden und Heil

 Pax Domini (sit semper vobiscum)
„Der Friede des Herrn (sei alle Zeit mit Euch)“ – Friedensgruß des Priesters nach dem „Pater noster“ gemäß der Messordnung der römisch-katholischen Kirche
 Pax et bonum
„Frieden und Heil“ – Grußformel in den Franziskanischen Orden, die auf die Zeit des Ordensgründers Franz von Assisi zurückgeht
 Pax et iustitia
„Frieden und Gerechtigkeit“ – Wappendevise von Saint Vincent und den Grenadinen
 Pax hominibus bonae voluntatis
„Friede den Menschen guten Willens“ – Zitat aus der Weihnachtsgeschichte, Teil des Gloria
 Pax Mongolica
„Mongolischer Frieden“ – Ein durch westliche Autoren geprägter Ausdruck, um die relativ stabilen sozialen, kulturellen und wirtschaftlichen Verhältnisse im Inneren des Mongolischen Reiches zu beschreiben. Die Legende spricht davon, dass eine Jungfrau mit einem Topf voll Gold das Territorium unbegleitet durchqueren konnte, ohne sich vor Belästigungen fürchten zu müssen. Ableitung von Pax Augusta.
 Pax optima rerum.
„Frieden ist das höchste der Güter.“ – Es stammt aus dem Epos Punica (11,595) des Silius Italicus, gilt als Motto des Westfälischen Friedens und findet sich auch als Inschrift auf dem Siegel der Christian-Albrechts-Universität zu Kiel.
 Pax Romana
„Römischer Frieden“ – Aufgezwungene Herrschaft Roms über die Völker im Römischen Reich. Befriedetes Gebiet des römischen Kaiserreichs. Identisch mit Pax Augusta.
 Pax Sinica
„Chinesischer Frieden“ – Euphemismus für die Friedensphasen in Ostasien unter einem starken Chinesischen Reich, abgeleitet von Pax Romana.
 Pax tecum.
„Friede sei mit dir.“
 Pax vobiscum.
„Friede sei mit euch.“ – Aus der Liturgie der westlichen Kirche. Die Gemeinde antwortet darauf mit „Et cum spiritu tuo“ – „Und mit deinem Geiste“.

## Pecca
Pecca fortiter, sed fortius fide.
„Sündige kräftig, aber glaube kräftiger!“ – Martin Luther in einem Brief an Philipp Melanchthon vom August 1521:
„Esto peccator et pecca fortiter, sed fortius fide et gaude in Christo, qui victor est peccati, mortis et mundi!“
„Sei ein Sünder und sündige kräftig, aber glaube noch stärker und freue dich in Christus, welcher der Sieger ist über die Sünde, den Tod und die Welt!“

## Peccavi

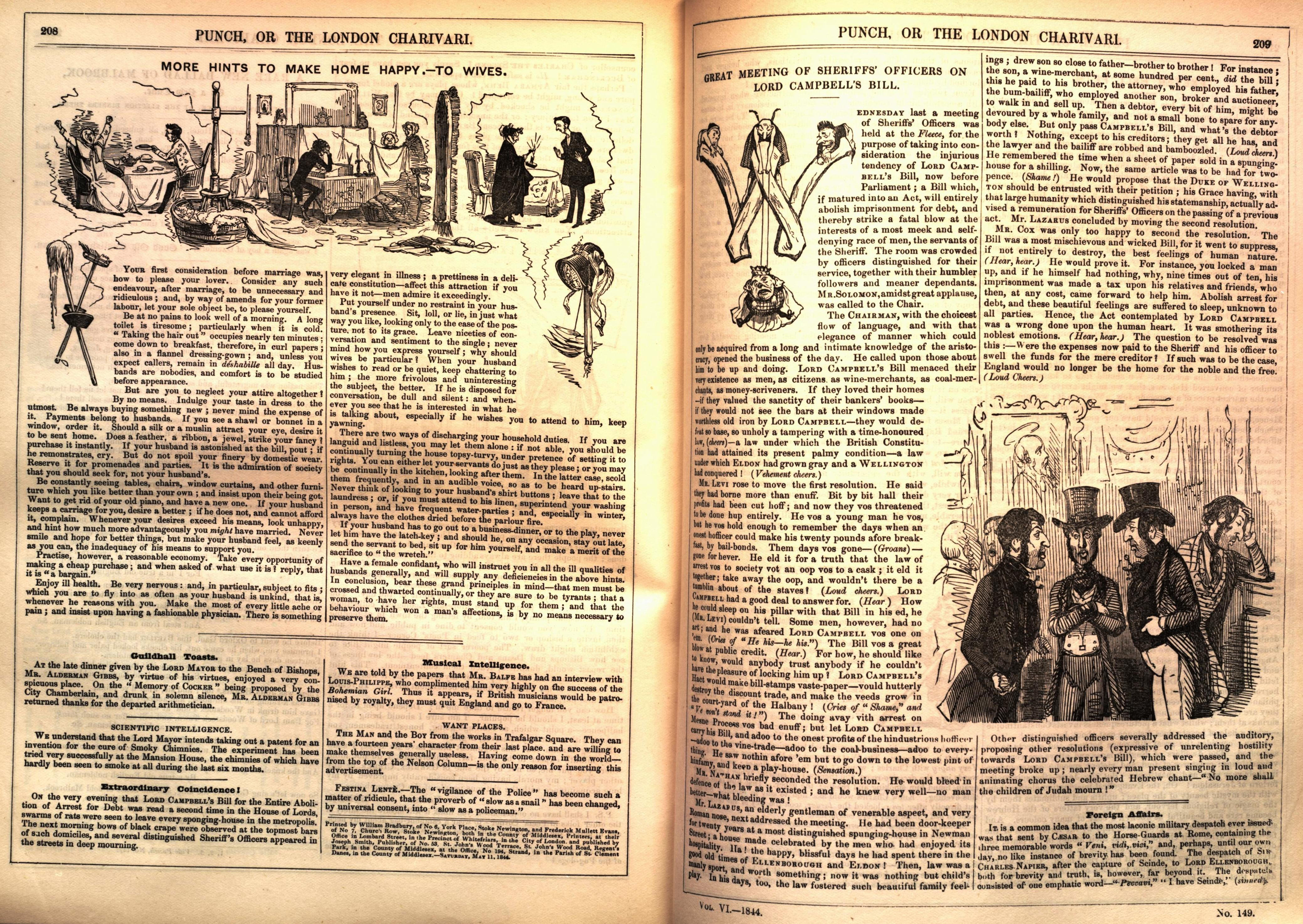
Punch vom 18. Mai 1844. Der Abschnitt „Foreign Affairs“ ganz rechts unten ist der zitierte Text.

Peccavi
„Ich habe gesündigt.“
Generalmajor Charles James Napier soll 1843 mit dem einen Wort „Peccavi“ die Eroberung Sindhs (damalige Schreibung „Scinde“) nach London telegrafiert haben. Die neu gegründete Zeitschrift Punch veröffentlichte dazu am 18. Mai 1844 folgenden Text:

“It is a common idea that the most laconic military despatch ever issued was that sent by Cæsar to the Horse-Guards at Rome, containing the three memorable words ‘Veni, vidi, vici,’ and, perhaps, until our own day, no like instance of brevity has been found. The despatch of Sir Charles Napier, after the capture of Scinde, to Lord Ellenborough, both for brevity and thruth, is, however, far beyond it. The despatch consisted of one emphatic word—‘Peccavi,’ ‘I have Scinde,’ (sinned).”

„Es ist ein verbreiteter Gedanke, dass die lakonischste je aufgegebene militärische Depesche die von Caesar an die Reitertruppen in Rom abgesandte war, die die drei denkwürdigen Worte ‚Veni, vidi, vici‘ enthielt, und vielleicht wurde bis zu unserem Tag kein ähnliches Beispiel der Kürze gefunden. Die Depesche von Sir Charles Napier nach der Eroberung Scindes an Lord Ellenborough geht jedoch an Kürze und Ehrlichkeit weit über diese hinaus. Die Depesche bestand aus einem nachdrücklichen Wort – ‚Peccavi‘, ‚ich habe Scinde‘ (gesündigt).“

Der Encyclopedia of Britain von Bamber Gascoigne (1993) zufolge stammte das Wortspiel in Wahrheit von Catherine Winkworth.
Das Wortspiel bezog sich nicht nur auf die Eroberung Sindhs, sondern auch darauf, dass Napier Anweisung hatte, Sindh nicht zu erobern.

## Pecunia/Pecuniae
Pecunia est nervus belli.
„Geld ist die Sehne (die Triebfeder) des Krieges.“ – Nach Ciceros Rede De imperio Cn. Pompei, 17 (Über den Oberbefehl des Gnäus Pompeius) – wo es allerdings „Etenim si vectigalia nervos esse rei publicae semper duximus […]“ heißt („Wenn wir nämlich immer der Ansicht waren, dass Steuereinnahmen für den Staat die Triebfedern sind […]“) – und seiner 5. Philippischen Rede, wo Cicero von „nervos belli, pecuniam infinitam“ („die Sehnen des Krieges, unbegrenzte Geldreserven“) spricht. Leitet sich her vom griechischen νεῦρα τῶν πραγμάτων (neura tōn pragmatōn).
Siehe auch Nervi belli, pecunia infinita.
 Pecunia non olet.
„Geld stinkt nicht.“ – Das Zitat geht auf den römischen Kaiser Titus Flavius Vespasianus und dessen Idee zurück, auf die Benutzung der Bedürfnisanstalten eine Steuer zu erheben. Überliefert hat dies der Geschichtsschreiber Sueton in seinem Werk „Vespasian“.
 Pecunia, si uti scias, ancilla est, si nescias, domina.
„Das Geld, wenn du es zu nutzen weißt, ist eine Magd, wenn nicht, eine Herrin.“ – Zitat aus den Werken des Dichters Publilius Syrus
 Pecuniae imperare oportet, non servire.
Man muss dem Geld befehlen, nicht dienen. – Pseudo-Seneca

## Peius
Peius
„schlechter/das Schlechtere“ – Heute wird der Begriff v. a. in der Rechtssprache als Abgrenzung verwendet für eine Leistung oder einen Zustand schlechter als der normierte Zustand.

## Pendent/Pendente
Pendent opera interrupta
„Die unterbrochenen Werke hängen in der Schwebe“ – „Die Arbeit an den Werken ruht unterbrochen“; aus Vergils Aeneis, (Buch 4.)
 Pendente lite
„Bei schwebendem Verfahren“

## Per

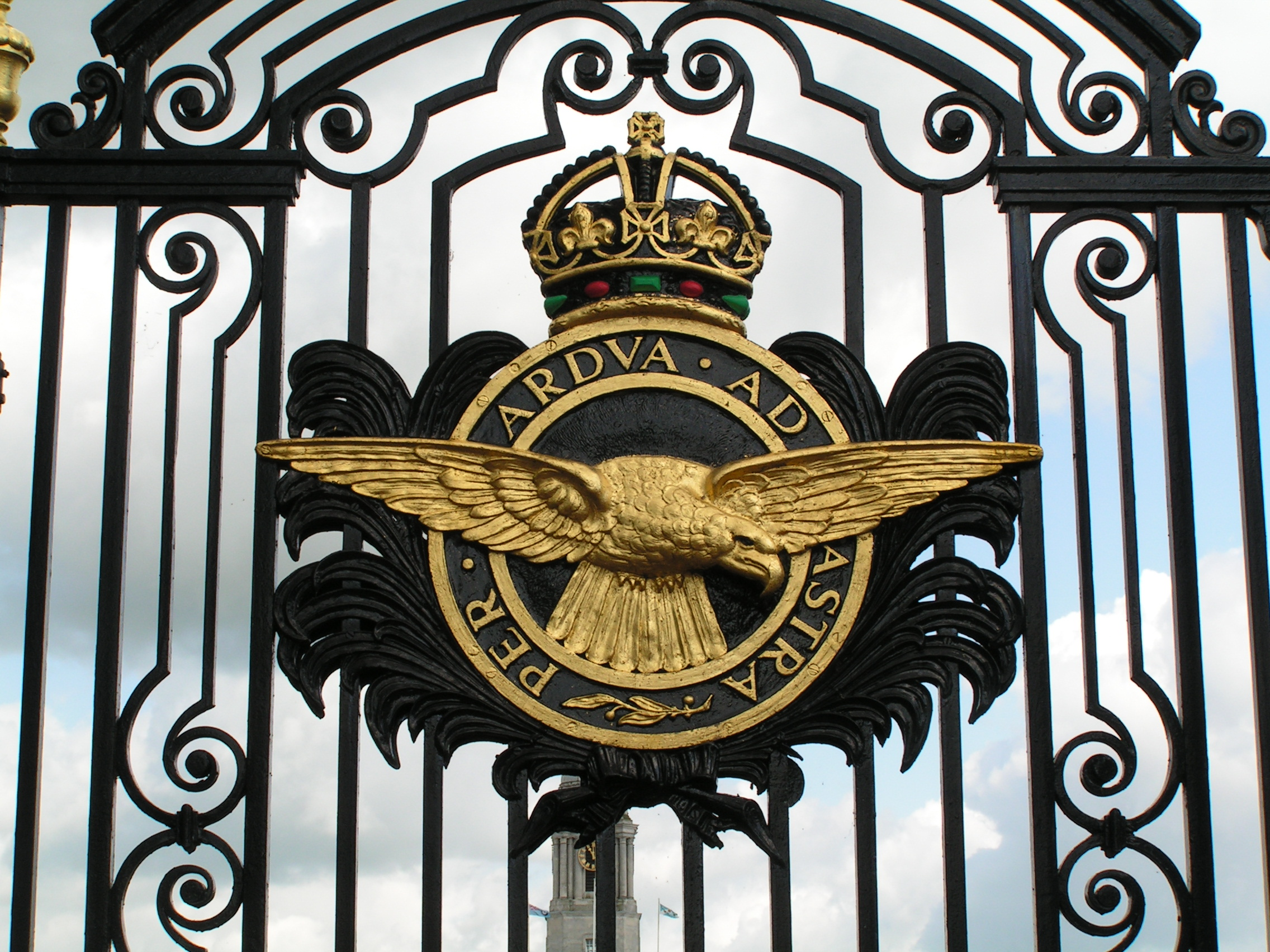
Per ardua ad astra: Emblem der Royal Air Force (RAF) am Eingang zum College der RAF

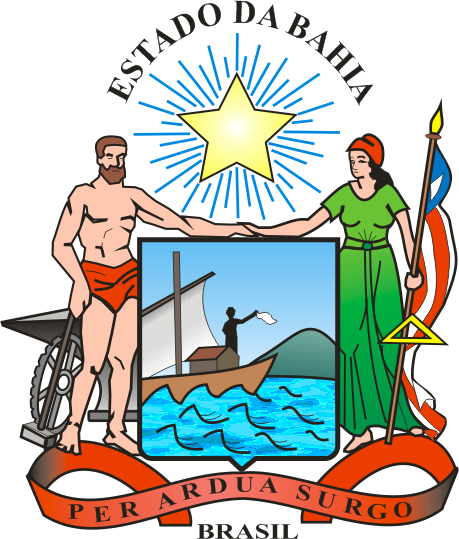
Per ardua surgo: Wappen des brasilianischen Bundesstaates Bahia

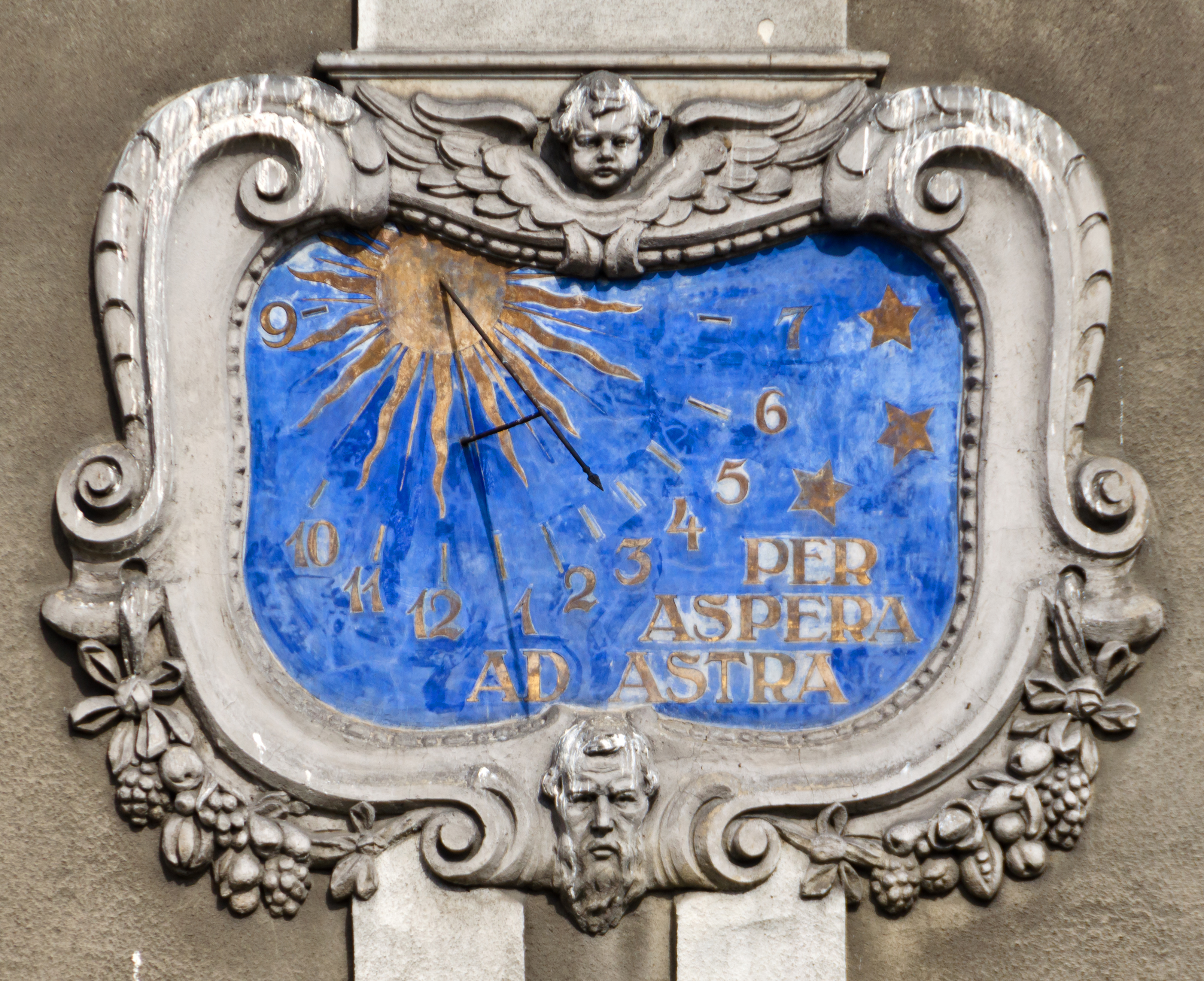
Per aspera ad astra als Motto auf einer Sonnenuhr

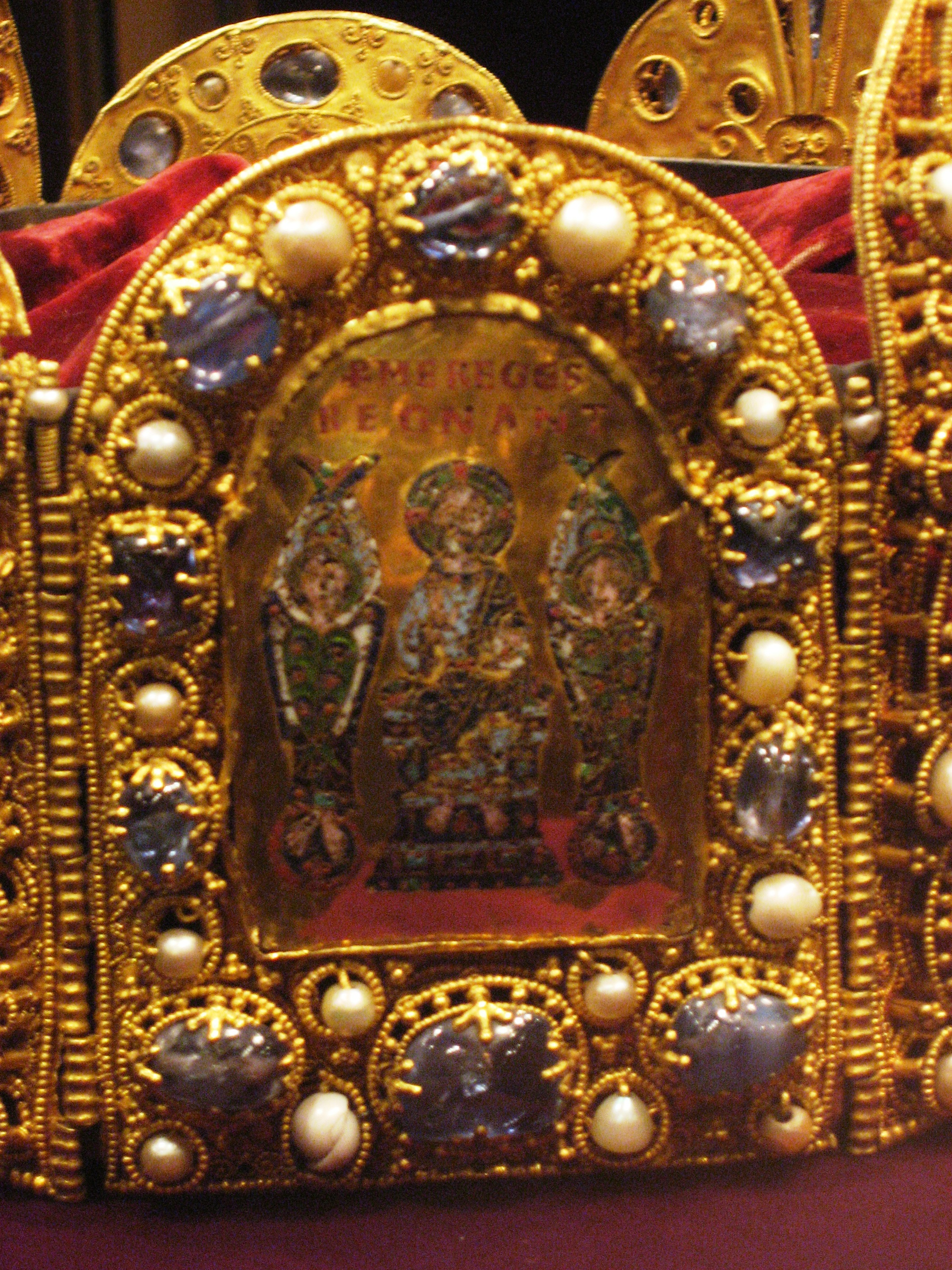
Reichskrone

Per annum
„Pro Jahr“ – „Auf das Jahr gerechnet“. Begriff aus dem Finanzwesen.
Per anno wird oft für fehlerhaftes Latein gehalten, ist aber, wie viele Ausdrücke aus dem Bank- und Geldwesen, korrektes Italienisch.
Siehe auch Pro anno.
 Per ardua ad astra
„Durch Beschwerliches zu den Sternen“ – Leitspruch der Royal Air Force und anderer Commonwealth-Luftstreitkräfte.
Variation von Per aspera ad astra.
 Per ardua surgo.
„Durch Anstrengungen erhebe ich mich.“ – Motto des brasilianischen Bundesstaates Bahia
 Per aspera ad astra
„Durch Mühsal (gelangt man) zu den Sternen“ – Aus Seneca, Hercules furens.
Eine Variante ist Ad astra per aspera. Eine andere Variation ist Per ardua ad astra.
 Per capsulam
„Durch ein Behältnis“ – Gemeint ist: „brieflich“.
 Per caput oder per capita
„Pro Kopf“ – Der Kopf steht hier als pars pro toto für die ganze Person.
 Per curiam
„Durch das Gericht“ – Im Namen des Gerichts.
 Per definitionem
„Durch die Definition“ – Erklärtermaßen; einer (expliziten, nicht unbedingt im Kontext erwähnten) Definition nach.
 Per faciem non erat infima, per abundantium litterarum erat suprema.
„Vom Aussehen her war sie nicht die schlechteste, vom Überfluss ihres Wissens her war sie die beste.“ – Der Philosoph Peter Abaelard über seine Geliebte Heloisa.
 Per fas
„Dem Recht entsprechend“ – Auf dem Rechtsweg. Das Gegenteil ist „per nefas“ – „zu Unrecht“. „Per fas et nefas“ ist entsprechend „durch Recht und Unrecht“, das heißt mit allen Mitteln.
Oder: „Mit dem Schicksal oder gegen das Schicksal“, das heißt zusammenhalten durch/gegen alle Widrigkeiten.
 Per inconcessum
„Ohne dies zugestehen zu wollen“ – Rein hypothetisch angenommen. Kennzeichnet vor allem in der altertümlichen Rechtssprache sowie noch heute in der Rechtssprache anderer Sprachen eine Annahme oder Möglichkeit als bloß hypothetisch angeführt, ohne dass der Autor in den Ruch geraten will, ihr tatsächliches Zutreffen behauptet zu haben. Auch in der Variante „ad inconcessum“ sowie in gesteigerter Form „(per) maxime inconcessum“ („ohne dies im Entferntesten zugestehen zu wollen“) verbreitet.
 Per maiora
„Durch (Stimmen)Mehrheit“ – durch Stimmenmehrheit, mit Majoritätsbeschluss
 Per me reges regnant.
„Durch mich regieren die Könige.“ – Rote Inschrift auf der vierten, der Christus-Platte, der Reichskrone, die den auferstandenen und über dem Weltkreis thronenden Christus zeigt, von zwei Erzengeln gerahmt; Verweis auf das Gottesgnadentum.
 Per mensem
„Monatlich“
 Per os (p. o.)
„Durch den Mund“ – Auf ärztlichen Verschreibungen: „oral“. Gegenstück zu per rectum.
 Per pedes Apostolorum
„Auf den Füßen der Apostel“ – Verkürzt auch „per pedes“. Zu Fuß gehen statt mit einem Fahrzeug.
 Per procurationem (p. p.)
„Im Auftrag“
 Per rectum
„Durch den Darm“ – Auf ärztlichen Verschreibungen: „rektal“. Gegenstück zu per os.
 Per se
„Von sich selbst aus“ – Als solches; d. h. intrinsisch, ohne Einschränkungen, ohne Bezug auf etwas anderes etc.
 Per stirpes
„Auf die Stämme (verteilt)“ -– „Pro Familienzweig“; gebraucht in einem Testament um festzulegen, dass das Erbe gleichmäßig auf die Stämme einer Familie verteilt werden soll. Der Gegensatz dazu ist „per capita“ – „Auf die Köpfe“, „pro Kopf“.

## Peragit
Peragit tranquilla potestas, quod violenta nequit, mandata fortius urget imperiosa quies.
„Ruhige Macht vollbringt, was gewalttätige nicht vermag. Anweisungen setzt überlegene Ruhe besser durch.“ Ähnlich unser Spruch „In der Ruhe liegt die Kraft.“

## Pereant
Pereant qui ante nos nostra dixerunt.
„Mögen die zugrundegehen, die vor uns unsere (Gedanken) ausgesprochen haben.“
Der Heilige Hieronymus schreibt diesen Ausspruch in seinem Commentarius in Ecclesiasten (Cap. I) seinem Lehrer Aelius Donatus zu.

## Pereundi/Pereunt

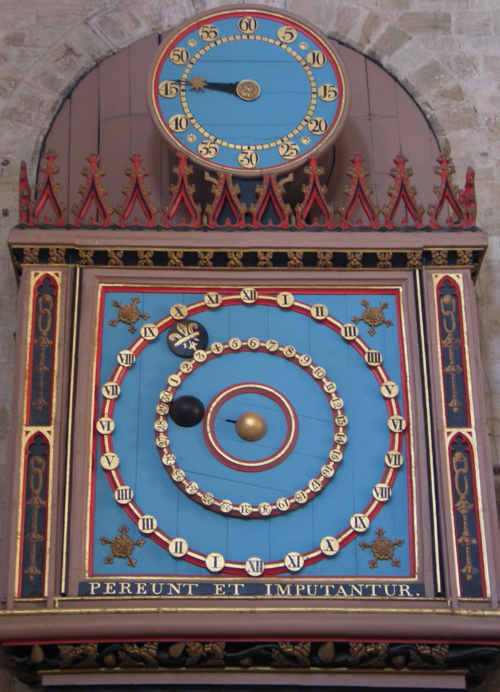
Sonnenuhr der Kathedrale von Exeter

Pereundi scire tempus assidue est mori.
„Seine Todesstunde kennen heißt andauernd sterben.“ – Publilius Syrus, Sententiae P 33.
 Pereunt et imputantur.
„Sie vergehen und werden uns angerechnet.“ – Verkürzt aus dem Epigramm 5,20 des Dichters Martial:
„Bonosque soles effugere atque abire sentit, qui nobis pereunt et imputantur.“

## Perfer
Perfer et obdura
„Erdulde und harre aus.“ – Nach Catull, carmen 8, 11f.: „Sed obstinata mente perfer, obdura. Vale, puella, iam Catullus obdurat,… “. – „Halt aus, halt eigensinnig aus, sei standhaft! – Nun, Mädchen, lebe wohl! Catull ist standhaft…“
Ovid verwendet diese Phrase in Amores, III, 11, 7: „Perfer et obdura, dolor hic tibi proderit olim“. – „Erdulde und harre aus, dieser Schmerz wird dir einst nützen.“; sowie in den Tristia, V, 11, 7: „Perfer et obdura, multo graviora tulisti“. – „Erdulde und harre aus: Du hast schon viel Schwereres ertragen.“
Das Original findet sich in Homers Odyssee, 20, 18. „Τέτλαθι δή, κραδίη· καὶ κύντερον ἄλλο ποτ’ ἔτλης.“ – „Halt’ doch aus, Herz; hast du noch weit Elenderes einst ertragen.“

## Perge
Perge perge (pp.)
„Fahre immer fort“ – und so weiter (usw.)

## Periculum
Periculum est emptoris.
„Die Gefahr liegt beim Käufer.“ – Die Gefahr des Untergangs der Kaufsache geht mit Abschluss des Kaufvertrages auf den Käufer über (römischer Rechtsgrundsatz).
Siehe auch Caveat emptor.
 Periculum in mora
„Gefahr im Verzug“ – Wenn Zögern verhängnisvoll erscheint.

## Perpetuo/Perpetuum

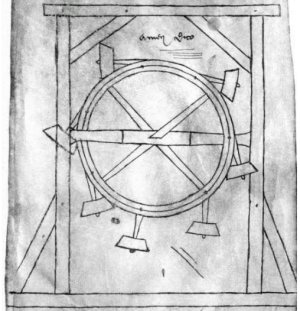
Ein Perpetuum mobile um 1230

Perpetuo risu pulmonem agitare solebat Democritus.
„Durch ständiges Lachen schüttelte Demokrit die Lunge.“ – Juvenal in Satire 10,33 f. über den Philosophen Demokrit, der beim Anblick der eingebildeten Menschen lachen musste, wenn er aus dem Haus ging.
 Perpetuum mobile
„Ständig Bewegliches“ – Etwas, das sich ohne Energiezuführung in ununterbrochener Bewegung befindet.

## Persona
Persona est naturae rationalis individua substantia.
„Person ist die unteilbare Substanz der vernünftigen Natur.“ – Definition der [Person] bei Boethius
 Persona non grata
„Unerwünschte Person“ – Im diplomatischen Verkehr gebrauchter Ausdruck für eine unerwünschte Person im diplomatischen Dienst eines anderen Landes.
 Persona gratissima
„Höchst willkommene Person“
 Persona ingrata
„In Ungnade gefallene Person“

## Pessima/Pessimum
Pessima res publica, plurimae leges.
„Je schlechter der Staat, desto mehr Gesetze.“
 Pessimum genus inimicorum laudantes.
„Die schlimmste Art von Feinden sind die Lobredner.“

## Pestis

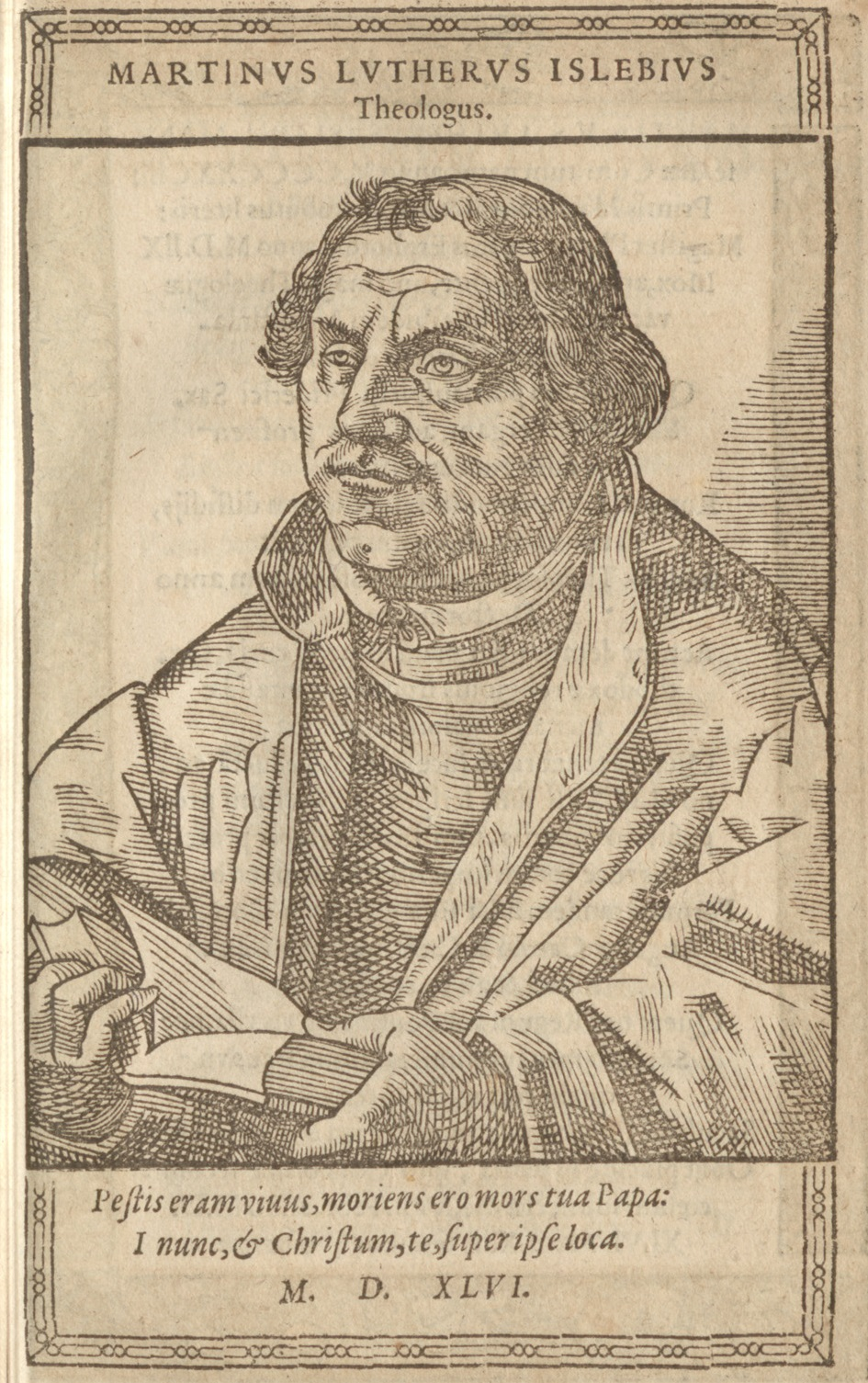
Porträt Luthers mit dem Zitat „Pestis eram …“ und der Fortsetzung: „Geh nun, und stelle selber Christus über dich“; darunter die Jahreszahl seines Todes

Pestis eram vivus, moriens ero mors tua, Papa.
„Lebend war ich dir eine Pest, sterbend werde ich dein Tod sein, Papst“. – Diesen Vers nannte Martin Luther in Schmalkalden 1537 und öfter polemisch als Grabspruch für sich; er wurde nach seinem Tod häufig zitiert und Porträts von ihm beigegeben.

## Petitio
Petitio principii
„Forderung des Beweisgrundes“ – „Zirkelschluss“; ein logischer Fehlschluss. Das zu Beweisende darf nicht in den Beweisgründen enthalten sein.

## Philippis

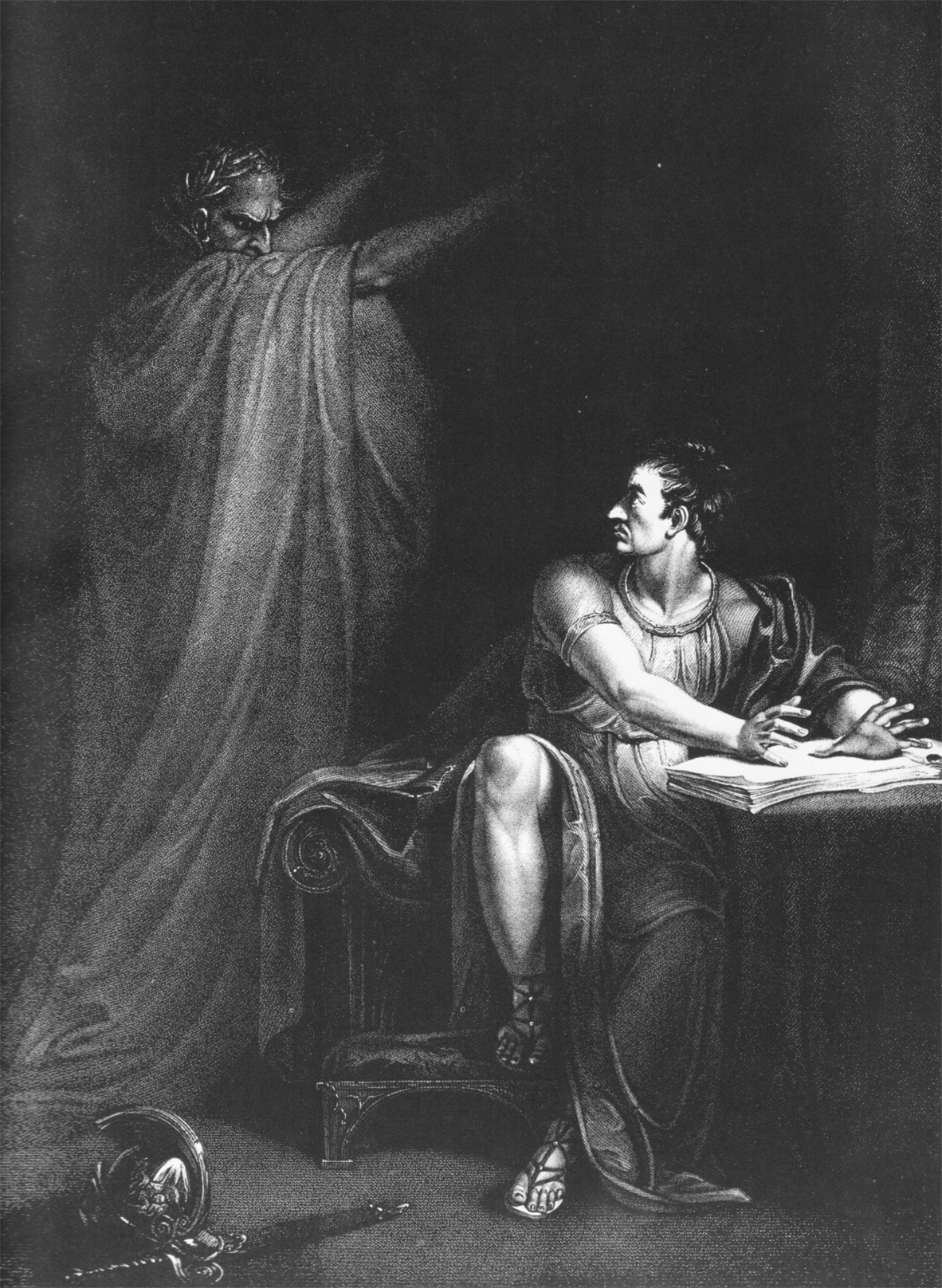
Brutus und der Geist Caesars

Philippis iterum me videbis.
„In Philippi wirst du mich wieder sehen.“ – Ursprünglich griechisch überlieferter Satz: Ὄψει δέ με περὶ Φιλίππους. („Bei Philippi wirst du mich wiedersehen.“)
Nach der Erzählung des griechischen Schriftstellers Plutarch (Leben des Caesar, 69, 11) erschien Cäsar seinem Mörder Brutus als Geist und prophezeite ihm seine Niederlage bei Philippi:
„Tuus sum“, inquit, „Brute, malus genius; in Philippis me videbis.“
Meist wird auch nur der zweite Teil wiedergegeben:
„(Cras) Philippis (iterum) me videbis.“

## Philosophia
Philosophia ancilla theologiae.
„Die Philosophie ist die Magd der Theologie.“ – Hilfsfunktion der Philosophie für die Theologie laut Petrus Damiani, eine Formulierung, die auf eine Deutung von Dtn 21,10-13  durch Origenes zurückgeht.
 Philosophia perennis
„Immerwährende Philosophie“ – Bezeichnung für den Kern der abendländischen Philosophie
 Philosophia prima
„Erste Philosophie“ – Bezeichnung für die Metaphysik des Aristoteles

## Pia/Piae
Pia desideria
(Vergebliche) „fromme Wünsche“
 Pia fraus
„Frommer Betrug“ – Aus Ovid; oft für „Betrug zum Wohle der Kirche“ gebraucht.
 Piae memoriae
„Frommen Andenkens“ – der Namensnennung von Verstorbenen angehängt

## Pirata
Pirata communis hostis omnium
„Ein Seeräuber ist der gemeinsame Feind aller.“ – Nach Cicero, de officiis 3,29. Cicero folgert weiter: Mit ihm darf es kein Vertrauensverhältnis und kein eidliches Versprechen geben.

## Piscem/Pisces
Piscem natare doces.
„Du lehrst einen Fisch schwimmen.“ – Formulierung, die auf das griechische «Ἰχθὺν νήχεσθαι διδάσκεις» zurückgeht. Es ist der Inbegriff für etwas völlig Unnötiges. Es gibt außerdem die Version des Humanisten Erasmus von Rotterdam „Delphinum natare doces“ – „Du lehrst einen Delfin schwimmen“.
 Pisces natare oportet.
„Fische müssen schwimmen.“ – Zitat aus den Werken des römischen Dichters Petronius, das im Zusammenhang mit dem Weintrinken nach Fischgenuss verwendet wird.

## Pittacus
Pittacus atque Bias, Periander cum Clebulo, Spartanus Chilo cumque Solone Thales
„Pittakos und Bias, Periander mit Kleobulos, der Spartaner Chilon und mit Solon Thales“ – Merkvers zum Memorieren der Sieben Weisen, einer Gruppe von bis zu 22 legendären griechischen Persönlichkeiten in der griechischen Antike des 7. und 6. Jahrhunderts v. Chr.

## Placebo/Placet

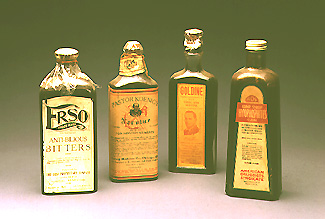
Flaschen mit Placebo-Inhalt

Placebo.
„Ich werde (dir) gefallen.“ – Medizinisches Präparat, welches keinen pharmazeutischen Wirkstoff enthält und somit auch keine durch einen solchen Stoff ausgelöste pharmakologische Wirkung entfalten kann.
Das Gegenstück ist der Nocebo-Effekt („Nocebo“ – „Ich werde schaden“). Hierbei handelt es sich um negative Wirkungen.
 Placet.
„Es gefällt (mir)“ – Eingedeutscht als Plazet. Mit einem Plazet zeigt jemand sein Einverständnis an.
Der Gebrauch geht auf die römische Antike zurück; mit dem Wort „placet“ drückte man seine Zustimmung zu einem gestellten Antrag aus, z. B. im römischen Senat.

## Plaudite
Plaudite cives, plaudite amici, finita est comoedia.
„Applaudiert Bürger, applaudiert Freunde, die Komödie ist zu Ende!“ – Nach Sueton die letzten Worte des Kaisers Augustus. Eigentlich handelte es sich dabei um die Aufforderung an das Publikum am Ende einer Theater- oder Zirkus-Aufführung.

## Pleno
Pleno iure
„Mit vollem Recht“
 Pleno titulo
„Mit vollem Titel“

## Plenus
Plenus venter non studet libenter.
„Voller Bauch studiert nicht gern.“ – Schülerspruch mit der weniger bekannten Variante:
„Plenus si venter, renuit studere libenter“ – „Wenn der Bauch voll ist, verweigert er williges Studieren“.
 Plenus venter facile de ieiuniis disputat.
„Ein voller Bauch disputiert leicht über das Fasten.“ – Hieronymus, Epistulae 58,2

## Pluralis
Pluralis auctoris
„Autorenmehrzahl“ – Der Autor meint sich selbst, will jedoch durch die Verwendung von wir statt ich Einverständnis mit dem Leser ausdrücken.
 Pluralis maiestatis
„Majestätische Mehrzahl“ – Auch Pluralis maiestaticus, demzufolge der Herrscher „wir“ statt „ich“ sagt. Grund der Wahl der Mehrzahl ist, dass Monarchen oder andere Autoritäten immer für ihre Untergebenen sprechen und gleichzeitig eine Hervorhebung der eigenen Person stattfindet.
 Pluralis modestatis oder Pluralis modestiae
„Bescheidenheitsmehrzahl“/„Mehrzahl der Bescheidenheit“ – Teils mit dem Pluralis auctoris gleichzusetzen. Die Mehrzahl wird gewählt, um ein permanentes „Ich“ zu vermeiden und Bescheidenheit auszudrücken.

## Plures
Plures adorant solem orientem quam occidentem.
„Die aufgehende Sonne hat mehr Verehrer/Anbeter als die untergehende.“ – Das Dictum ist die lateinische Übersetzung des griechischen Originals: Plutarch, Pompeius 14. Dort spielt mit diesen Worten Pompeius gegenüber Cinna auf seinen eigenen Aufstieg und auf Sullas sinkenden Stern an.

## Plurimum
Plurimum valet gallus in aedibus suis.
„Der Hahn vermag am meisten auf seinem Hof.“

## Plus

Wappen Spaniens

Plus docet quam scit.
„Er lehrt mehr, als er weiß.“ – Zitat aus Titus Petronius, Satyricon 46.
 Plus dolet, quam necesse est, qui ante dolet, quam necesse est.
„Mehr leidet, als nötig ist, wer vorher leidet, bevor es nötig ist.“ – Zitat aus Seneca, Epistulae morales, 98, 8.
 Plus exempla quam peccata nocent.
„Beispiele schaden mehr als Sünden.“ – Zitat nach Cicero, de legibus 3, 32: „plusque exemplo quam peccato nocent“: …und sie (führende Leute im Staat) schaden mehr durch ihr schlechtes Beispiel als durch die eigentliche Verfehlung.
 Plus ratio quam vis caeca valere solet.
„Vernunft pflegt mehr auszurichten als blinde Gewalt.“ – Davon abgeleitet das Motto der Krakauer Jagiellonen-Universität:
„Plus ratio quam vis.“
„Mehr mit Verstand als mit Kraft!“
 Plus Ultra
„Noch weiter!“ – Motto Karls V. und Wappenspruch Spaniens. Das Motto bezieht sich auf die Säulen des Herakles an der Meerenge von Gibraltar. Von alters her galten die Säulen des Herakles als Grenze der bewohnbaren Welt, dies war ein non plus ultra (hier ging es nicht mehr weiter). Als die spanischen Könige im Laufe des 16. Jahrhunderts begannen, ihr Weltreich mit den Besitzungen in Amerika aufzubauen, verstießen sie ihrer Ansicht nach erfolgreich gegen die Mahnung des „nicht mehr weiter“ und modifizierten den Spruch in Plus Ultra („Darüber hinaus“, „Immer weiter“).
 Plus vident oculi quam oculus.
„Augen sehen mehr als ein Auge.“

## Poeta/Poetae
Poeta doctus
„Gelehrter Dichter“
 Poeta laureatus
„Lorbeerbekränzter Dichter“
 Poeta nascitur, non fit.
„Als Dichter wird man geboren, nicht gemacht.“
 Poetae nascuntur, oratores fiunt.
„Dichter werden geboren, Redner gemacht.“ – Etwas freier wiedergegeben: Als Dichter kommt man auf die Welt, Redner wird man.

## Poetica
Poetica licentia
„Dichterische Freiheit“ oder „mit dichterischer Freiheit“

## Pollice/Pollicem/Pollices

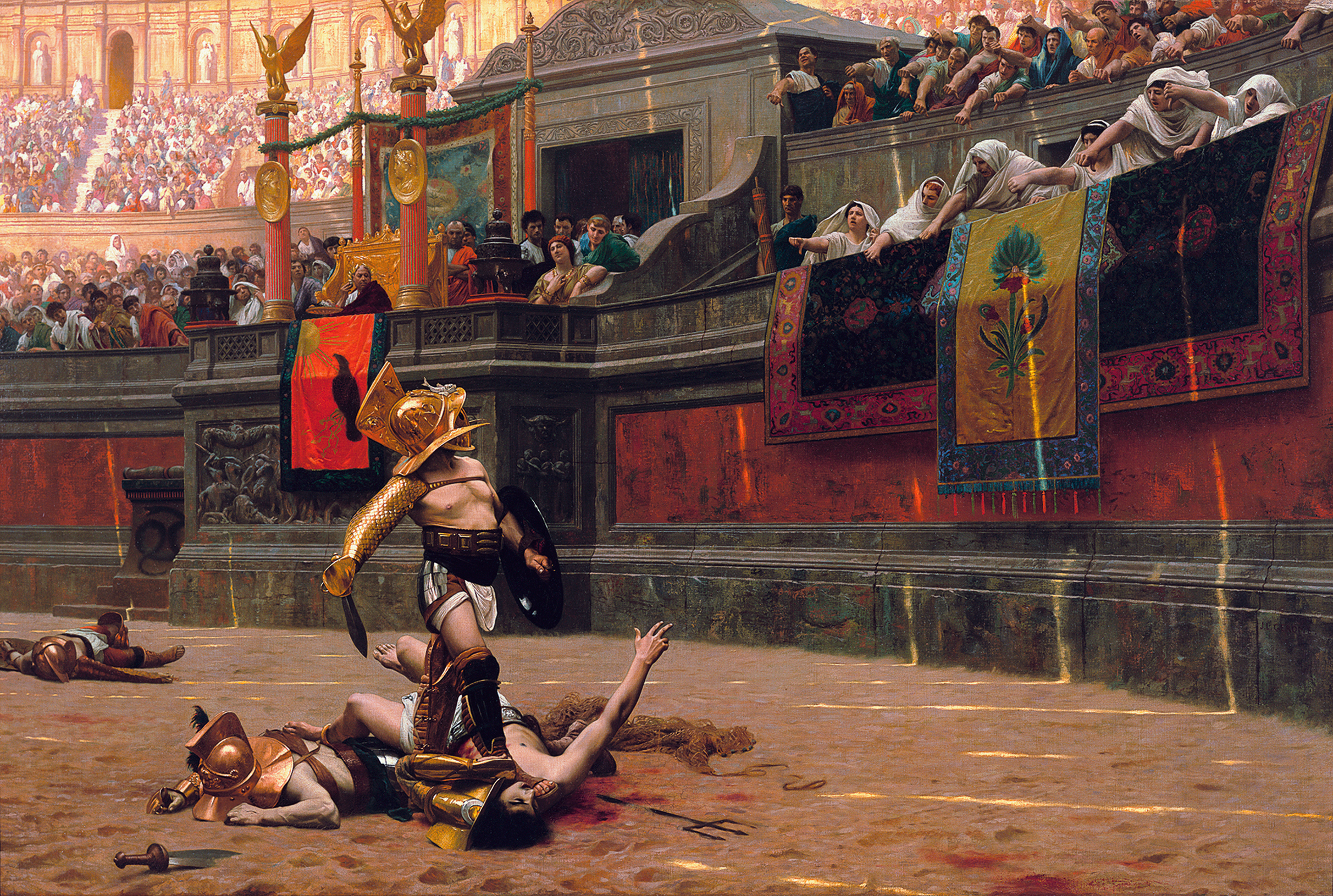
Pollice Verso von Jean-Léon Gérôme

pollice verso
„Mit umgedrehtem Daumen“ – Der römische Dichter Iuvenal kommentierte die Gladiatorenkämpfe mit folgenden Worten:
„Munera nunc edunt et, verso pollice vulgus cum iubet, occidunt populariter.“ (Satire 3,36 f).
„Nun geben sie Gladiatorenkämpfe, und wenn es mit umgedrehtem Daumen der Pöbel verlangt, töten sie ganz demokratisch.“
Die Deutung, dass der Daumen nach unten zeigte, ist modern, siehe dazu im Hauptartikel.
 Pollices premere
„Die Daumen drücken“ – Plinius der Ältere, Naturalis historia 28,2.
Varianten:
- „pollicem premere“ – „den Daumen drücken“
- „pollicem convertere“ – „den Daumen umkehren“ (Juvenal, Satura 3,36)
- „utroque pollice laudare“ „mit beiden (gedrückten) Daumen Erfolg wünschen“ (nach Horaz, Epistulae 1,18,66)

In der modernen Forschung wird häufig davon ausgegangen, dass dieser Gestus bei den Gladiatorenspielen den Wunsch nach Begnadigung des Unterlegenen anzeigte, vergleiche den entsprechenden Abschnitt im Hauptartikel Pollice verso.

## Polonia
Polonia Restituta
„Wiedergeburt Polens“

## Pons
Pons asini
„Eselsbrücke“ – Mnemotechnik zum Einprägen von Fakten. Es gibt auch die Mehrzahlvariante pons asinorum.

## Pontifex
Pontifex Maximus
„Der oberste Brückenbauer“ – Römisches Kultamt und dann traditionelles Epithet für den Papst.

## Posse
Posse comitatus
„Macht über die Grafschaft“ – US-amerikanisches Gesetz von 1878 zum Verbot des Einsatzes der Armee im Inneren.

## Post
Post cenam stabis, aut mille passus meabis.
„Nach dem Essen sollst du stehen oder tausend Schritte gehen.“
 Post Christum natum
„Nach Christi Geburt“
 Post cibum (p. c.)
„Nach Mahlzeiten“
 Post coitum omne animal triste (est).
„Nach der Vereinigung ist jedes Tier traurig.“
Variante von „Omne animal post coitum triste.“
 Post festum
„Nach dem Fest“ – Zu spät, nachträglich. Der Ausdruck stammt aus späteren lateinischen Übersetzungen von Platons Dialog „Gorgias“, in dem zu Anfang geschildert wird, wie Sokrates zu einem Fest unterwegs ist, wo auch der berühmte Redner Gorgias von Leontinoi auftritt. Sokrates trifft erst ein, als Gorgias schon einige Redebeiträge zum Besten gegeben hat, und fragt, ob er und sein Gefährte zu spät gekommen seien, eben „nach dem Fest“.
 Post hoc ergo propter hoc
„Danach, also deshalb“ – ein logischer Fehlschluss
 Post hoc non propter hoc
„Danach, (aber) nicht deswegen“ – Warnung vor logischem Fehlschluss
 Post meridiem (p. m.)
„Nach Mittag“ – Die Zeit zwischen 12:00 und 23:59 Uhr (zwischen Mittag und Mitternacht); sie wird unter anderem im englischen Sprachraum Uhrzeitangaben als pm oder p. m. nachgestellt (Beispiel: 19:00 Uhr schreibt man: 7:00 pm). Der Gegensatz ist ante meridiem.
 Post mortem
„Nach dem Tod“
Der Begriff wird in der Medizin oder Kriminologie benutzt, wenn etwas nach dem Tod mit dem toten Körper passiert.
Sowohl in der  Projekt- als auch der Softwareentwicklung kennt man eine Post-mortem-Analyse (siehe im Artikel).
 Post nubila Phoebus.
„Nach den Wolken (kommt) Phoebus.“ – Phoebus ist ein Beiname des Gottes Apollon, der auch mit dem Sonnengott Helios gleichgesetzt wird. Das Sprichwort bedeutet also so viel wie unser „Auf Regen folgt Sonnenschein.“
„Post nubila Phoebus“ ist auch der Titel eines Gedichts von Simon Dach mit den Zeilen „Nach den Wolcken vnd dem Regen / Kömpt die güldne Sonn' herfür.“
 Post partum
„Nach der Geburt“/„nach der Niederkunft“ – Medizinischer Fachbegriff, aus der Sicht der Frau gesehen. Gebraucht z. B. in der Wendung „Komplikationen post partum“: Komplikationen, die bei der Frau – im Zusammenhang mit Schwangerschaft und Geburt – nach der Geburt auftreten (wenn sich z. B. der Mutterkuchen nicht richtig löst oder starke Nachblutungen auftreten).
 Post scriptum (p. s.)
„Nachträglich Geschriebenes“ – Briefzusatz nach der Unterschrift. Während im Schriftverkehr der eigentliche Text unterschrieben wird, so tut man dies nicht mit dem Postskriptum.
 Post tenebras lux
„Nach Finsternis Licht“ – Motto des Schweizer Kantons Genf
 Post urbem conditam
"Nachdem die Stadt gegründet wurde" – Nach der Stadtgründung Roms, d. h. 753 v. Chr. gleichbedeutend mit ab urbe condita.

## Potuit
Potuit, decuit, ergo fecit.
„Er konnte (es), es ziemte (sich), also machte er (es).“ – Mit Hilfe dieses auf den heiligen Eadmer zurückgehenden und von Johannes Duns Scotus vertretenen Syllogismus setzte sich in der römisch-katholischen Theologie die Lehre von der Unbefleckten Empfängnis Marias durch: Gott konnte eine erbsündelose Frau erschaffen – Es war angebracht, dass der Sohn Gottes eine erbsündelose Mutter hatte – also sorgte Gott für die Existenz einer solchen Frau.

## Potus
Potus non frangit ieiunium.
„Trinken bricht das Fasten nicht.“ – Klosterregel, geschätzt als Begründung für den Genuss von Wein und Bier in der Fastenzeit.
Varianten: liquida non frangunt ieiunum oder liquidum non frangit ieiunium

## Praecepta
Praecepta ecclesiae
„Gebote der Kirche“ – Fünf Kirchengebote der Katholiken, die oft als Weisungen bezeichnet werden, um sie von den Zehn Geboten abzusetzen. Es sind dies:
1. Sonntag als „Tag des Herrn“
2. regelmäßige Teilnahme an der Eucharistiefeier an Sonn- und Feiertagen
3. Freitagsopfer.
4. regelmäßige Beichte und Teilnahme an der Eucharistie
5. Mithilfe in der Kirche und der Gemeinde

## Praeceptor

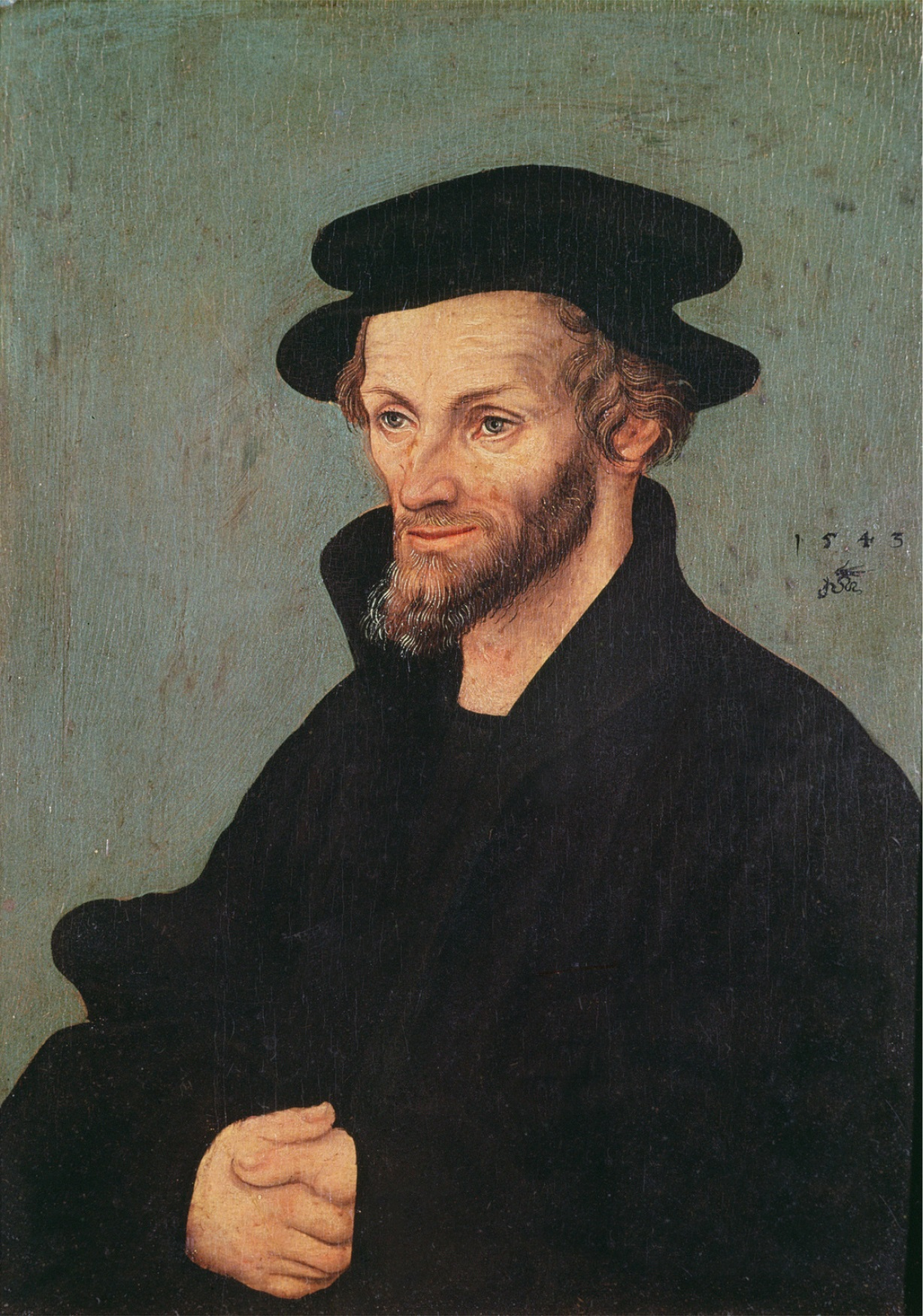
Philipp Melanchthon, Praeceptor Germaniae

Praeceptor Germaniae
„Lehrer Deutschlands“ – Ehrentitel Philipp Melanchthons, der wichtige Lehrbücher zu Fächern wie Rhetorik, Ethik, Physik, Geschichte und Geographie schrieb, die in vielen Schulen des 16. Jahrhunderts als Unterrichtsstoff vorgeschrieben waren. Er vertrat auch die Meinung, man könne nicht Theologie betreiben, ohne die drei alten Sprachen (Hebräisch, Griechisch und Latein) zu beherrschen.

## Praedicare

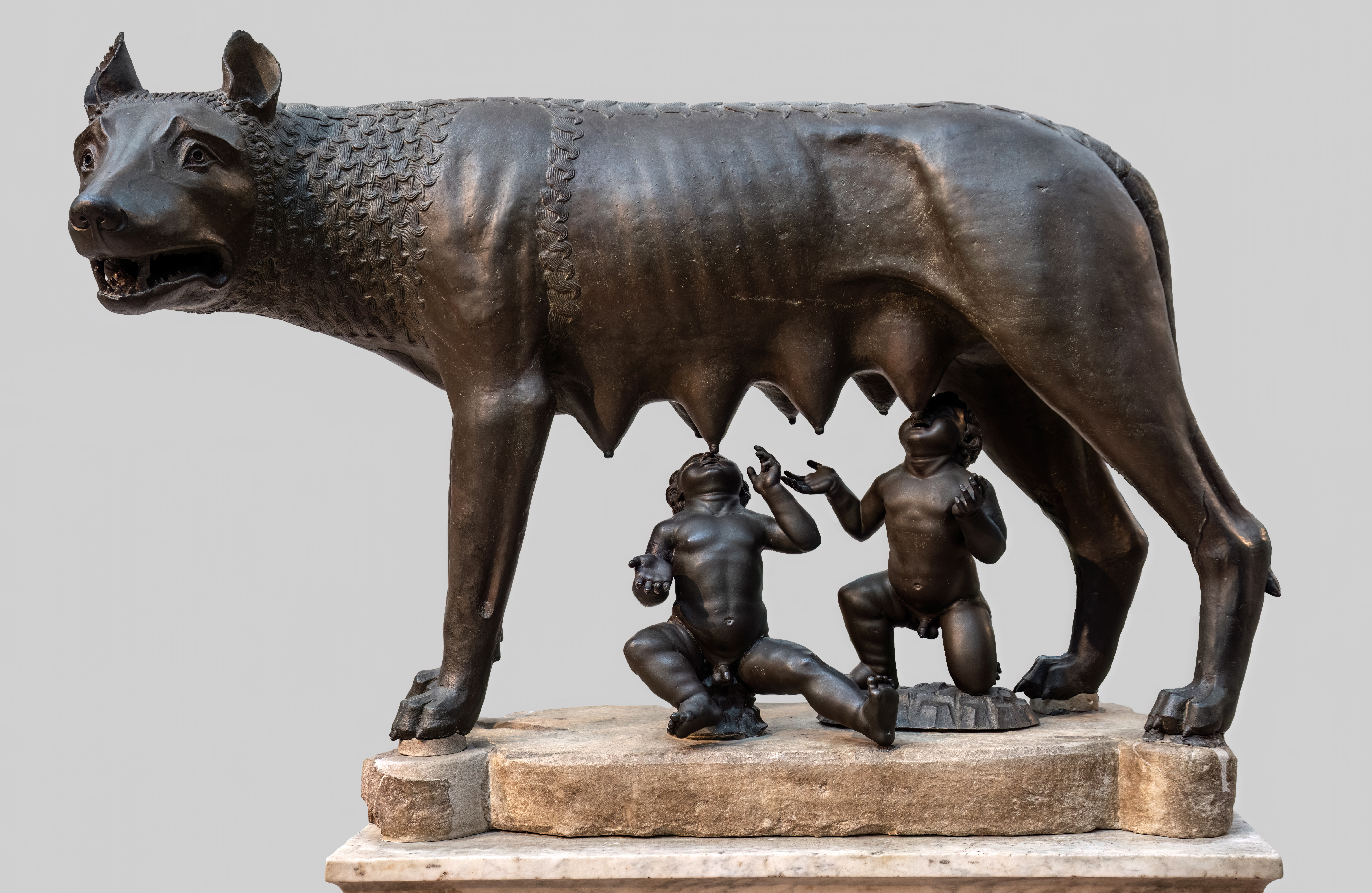
Die kapitolinische Wölfin säugt die Knaben Romulus und Remus.

Praedicare de Remo et Romulo
„Von Remus und Romulus erzählen“ – In dem Sinn: Ereignisse aus grauer Vorzeit verkünden
Die Redensart zitiert Cicero in seiner Schrift Über die Gesetze: In der dialogischen Einleitung des Werks weist Attikus auf die bedeutenden Ereignisse der Gegenwart hin und meint, Cicero werde die Leistungen des Pompeius und seine eigenen vorstellen, „quae ab isto malo praedicari quam, ut aiunt, de Remo et Romulo“ („die ich von ihm lieber gerühmt hören will als, wie man sagt, etwas über Remus und Romulus“).

## Praemissis/Praemisso
Praemissis praemittendis (pp.)
„Unter Vorausschickung des Vorauszuschickenden“ – Als Abkürzung in Schreiben für die eigentlich vorauszuschickenden Titel, Anreden usw.; auch im Amtsstil des 19. Jahrhunderts: „Der pp. Meier hat…“ Eine moderne Abwandlung in pp. findet sich in der Rechtssprache „in der Sache“, als Abkürzung für das Rubrum einer Entscheidung.
 Praemisso titulo (P.T.)
„Nach vorausgeschicktem gebührendem Titel“ – Form der schriftlichen Anrede anstelle der Aufzählung sämtlicher Titel

## Praeter
Praeter propter (pr. pr.)
„entfernter oder näher“ – „mehr oder weniger“, „etwa“, „ungefähr“
Laut dem Grammatiker Fronto galt der Ausdruck zu seiner Zeit, also im 2. Jahrhundert, als veraltet und vulgär, wurde aber zur Zeit der Republik literarisch gebraucht.
 Praeter speciem sapit.
„Er ist klüger, als er aussieht.“
Die Wendung praeter speciem (entgegen dem Anschein) wird in solchen Zusammenhängen häufig verwendet; vgl. Plautus, Mostellaria 965: „praeter speciem stultus es“ („du bist noch dümmer als du aussiehst“).

## Praetereunt
Praetereunt anni more fluentes aquae.
„Die Jahre gehen vorbei verrinnend wie Wasser.“

## Praeterita
Praeterita mutare non possumus.
„Vergangenes können wir nicht ändern.“

## Praga
Praga mater urbium.
„Prag, die Mutter der Städte.“ – Motto von Prag seit 1927
 Praga Caput Rei publicae.
„Prag, das Haupt der Republik.“ – Motto von Prag seit 1991
 Praga Caput Regni.
„Prag, das Haupt des Königreichs.“ – Motto von Prag seit dem Mittelalter
 Praga totius Bohemiae domina.
„Prag, die Herrin von ganz Böhmen.“ – Ehemaliges Motto von Prag

## Prima/Primum/Primus
Prima facie
„Auf den ersten Blick“ – „Dem ersten Anschein nach“; bezeichnet in einer Gerichtsverhandlung einen einleuchtenden, aber nicht sicheren Beweis.
 Primum movens
„Das bewegende Erste“ – Das selber also nicht bewegt wird.
 Primum non nocere
„Zuallererst nicht schaden“ – „Vor allem darf man nicht schaden.“
Eine ärztliche Grundregel, die dem antiken Arzt Hippokrates von Kos zugeschrieben wird.
 Primum vivere, deinde philosophari
„Zuerst leben, dann philosophieren“
 Primus inter pares
„Erster unter Gleichen“ – Mitglied einer Gruppe, das dieselben Rechte innehat wie alle anderen auch, aber trotzdem eine erhöhte Ehrenstellung genießt. Der Begriff primus wurde unter Kaiser Augustus eingeführt, um seine Stellung im römischen Staatsgefüge zu beschreiben.

## Primas
Primas sum. Primatum nil a me alienum puto.
„Ich bin ein Primat. Nichts von den Primaten ist mir fremd.“ – Replik des US-amerikanischen Anthropologen Earnest Hooton auf das bekannte Zitat des römischen Dramatikers Publius Terentius Afer, das er auf Primaten erweitert:
„Homo sum, humani nil a me alienum puto.“ – „Ich bin ein Mensch und nichts Menschliches ist mir fremd.“

## Principiis/Principium
Principiis consentit exitus.
„Das Ende passt zu den Anfängen.“ – Zitat aus den Werken des Dichters Cicero
 Principiis obsta.
„Wehre den Anfängen!“ – Vernichte das Übel im Keim; nach Ovid aus „Remedia Amoris, 91“ (Mittel gegen die Liebe):
„Principiis obsta. Sero medicina parata, cum mala per longas convaluere moras.“
„Wehre den Anfängen! Zu spät wird die Medizin bereitet, wenn die Übel durch langes Zögern erstarkt sind.“
 Principium dimidium totius.
„Der Anfang ist die Hälfte des Ganzen.“ – Dieser Spruch wird von Platon [50] und Aristoteles [51] als sprichwörtlich angeführt und lautet auf Griechisch: „Ἀρχὴ ἥμισυ παντός.“

## Privilegium
Privilegium exclusivum
„ausschließliches Privileg“, „alleiniges Privileg“

## Pro
Pro anno
„Pro Jahr“
Siehe auch Per annum.
 Pro ara et regni custodia
„Für den Altar und den Schutz des Königreichs“ – Wahlspruch von Maria I., von 1553 bis 1558 Königin von England, Irland und Frankreich
 Pro bono (publico)
„Für das (Allgemein-)Wohl“ – von unberechneter Arbeit eines Rechtsanwalts

Wappen des brasilianischen Bundesstaates São Paulo

 Pro Brasilia fiant eximia.
„Für Brasilien soll Außerordentliches entstehen.“ – Motto des brasilianischen Bundesstaates São Paulo
 Pro captu lectoris habent sua fata libelli.
„Je nach dem Verständnis des Lesers haben Bücher ihre eigenen Schicksale.“ – Dieser Satz von Terentianus Maurus, der oft in seiner Kurzform „Habent sua fata libelli“ zitiert wird, soll bedeuten, dass die Bestimmung der Bücher verschieden ist.
Pro Defensione
„Für die Verteidigung“ oder „Zur Verteidigung“
Titel des Ehrenpreises des österreichischen Heeres
 Pro Deo et patria (mori)
„Für Gott und Vaterland (sterben)“ – Motto, Kriegen eine Legitimation zu verschaffen, Geld dafür aufzubringen (Kontributionsmünze) oder qua Orden Tapferkeit auszuzeichnen. Wahlspruch mehrerer Burschenschaften und Religionsgemeinschaften.
 Pro domo
„Für das Haus“ – In eigener Sache, im eigenen Interesse; nach Ciceros Rede De domo sua, in der er sich nach seiner Verbannung für die Rückerstattung seines Besitzes einsetzte.
 Pro et contra
„Das Für und Wider“
 Pro forma
„Der Form halber“ – Zum Schein
 Pro hac vice
Für diesen einen Fall – An einen speziellen Fall gebundene Ausnahmeregelung; z. B. im amerikanischen Rechtssystem, Sondergenehmigung für einen nicht im jeweiligen Bundesstaat akkreditierten Anwalt.
 Pro Helvetia
Für die Schweiz – Kulturstiftung für die kulturelle Darstellung der Schweiz im Ausland, für den kulturellen Dialog zwischen den verschiedenen Landesteilen sowie für die Förderung der Künste im überregionalen Zusammenhang
 Pro hominibus constitutus
„Für die Menschen bestellt“ – Wahlspruch von Erzbischof Josef Frings.
Der Ausdruck entspricht der Charakteristik bei Paulus: „Omnis pontifex ex hominibus adsumptus pro hominibus constituitur in his quae sunt ad Deum.“ („Jeder Hohepriester wird aus den Menschen genommen und für die Menschen eingesetzt zum Dienst vor Gott.“) (Hebr 5,1 )
 Pro Justitia
„Für die Gerechtigkeit“
 Pro Juventute
«Für die Jugend»
 Pro memoria
„Zur Erinnerung“/„Zum Andenken“ – Ein Promemoria bedeutet auch ein Memorandum oder eine Denkschrift.
 Pro mille (p.m.)
„Je Tausend“ – Promille
 Pro Patria consumor
„Für das Vaterland verzehre ich mich“ – Wahlspruch von Heinrich Julius auf seinen Mückentalern des Fürstentums Braunschweig-Wolfenbüttel.
 Pro patria est, dum ludere videmur.
„Für das Vaterland ist es, während wir zu spielen scheinen.“ – Theoderich der Große, nach Cassiodor. Heute Inschrift über den Eingängen zu Sportplätzen und Motto der STRPGA (Star Trek Role Playing Game Association)
 Pro rata
„Im Verhältnis“ – Das heißt „proportional“.
 Pro rata temporis
„Entsprechend dem Zeitablauf“ – Im Versicherungswesen ist hiermit die taggenaue Abrechnung der Prämie gemeint. Im Kontext des Steuerrechts steht der Begriff indes für die monatsgenaue Berechnung der Absetzung für Abnutzung eines Anlageguts bei unterjährigem Erwerb.
 Pro re nata (prn)
Wie benötigt, nach Bedarf – Auf ärztlichen Verschreibungen.
 Pro rege, lege et grege
„Für den König, das Gesetz und die Menschen“ – Wahlspruch des Australian Capital Territory (ACT)
 Pro studio et labore
„Für Eifer und Arbeit“
 Pro tanto quid retribuamus?
„Was sollen wir für so Großes zurückzahlen?“ – Wahlspruch der Stadt Belfast (vgl. Ps 115,3 )
 Pro tempore
„Für den Augenblick“ – D. h. „einstweilig“.

## Probatio/Probatum
Probatio diabolica
„Teuflischer Beweis“ – Der schwere Beweis des zivilen Eigentums im römischen Privatrecht
 Probatum est.
„Es hat sich bewährt.“ – „So ist es erwiesen.“

## Procul
Procul a Iove, procul a fulmine.
„Fern von Jupiter, fern vom Blitz.“
 Procul absit.
„Es sei fern.“
 Procul ex oculis, procul ex mente.
„Fern den Augen, fern dem Sinn.“
 Procul omnis esto clamor et ira.
„Fern sei aller Lärm und Zorn!“ – Horaz, carmina 3,8,15 f.

## Prodenda
Prodenda, quia (sunt) prodita
„Man muss es überliefern, weil es überliefert worden ist.“ – Plinius der Ältere, Naturalis historia 2,21
Plinius liefert einen etwas anderen Aspekt („weil“: Kausalzusammenhang) zu Herodots Äußerung „λέγειν τὰ λεγόμενα“, bekannter in der lateinischen Version Relata refero.

## Prodesse/Prodest
Prodesse et delectare
„Nützen und erfreuen“
Siehe auch Aut prodesse volunt aut delectare poetae.
 Prodest cautela post quam postremo querela.
„Vorsicht nützt mehr als Klage danach.“ – Entspricht den deutschen Sprichwörtern „Vorsicht ist die Mutter der Porzellankiste“ und „Vorsicht ist besser als Nachsicht“.

## Proditionem
Proditionem amo, sed proditores non laudo
„Ich liebe den Verrat, aber die Verräter lobe ich nicht.“ – Zitiert nach dem griechischen Original bei Plutarch, Moralia, Regum et imperatorum apophthegmata, Caesaris Augusti, 2: Augustus zu König Rhoimetalkes I. von Thrakien, der sich damit brüstet, von Marcus Antonius zu ihm übergelaufen zu sein.

## Profanum
Profanum vulgus
„Das gemeine Volk“ – Stammbuch der expressionistische Künstlergruppe Die Brücke nach einem Zitat aus den Werken des Dichters Horaz:
„Odi profanum vulgus.“ – „Ich hasse den gemeinen Pöbel.“

## Prognosis
Prognosis …
Unter einer Prognose versteht man in der Medizin die Vorhersage des wahrscheinlichen Krankheitsverlaufs. Diese Prognosen werden unterschiedlich klassifiziert:
- Prognosen nach der Perspektive des Patienten:

| Prognosis quoad vitam           | Prognosis quoad restitutionem               | Prognosis quoad rehabilitationem         | Prognosis quoad valetudinem          | Prognosis quoad laborem                    | Prognosis quoad functionem         | Prognosis quoad vitam, valetudinem, restitutionem                  |
| ------------------------------- | ------------------------------------------- | ---------------------------------------- | ------------------------------------ | ------------------------------------------ | ---------------------------------- | ------------------------------------------------------------------ |
| Prognose in Bezug auf das Leben | Prognose in Bezug auf die Wiederherstellung | Prognose in Bezug auf die Rehabilitation | Prognose in Bezug auf die Gesundheit | Prognose in Bezug auf die Arbeitsfähigkeit | Prognose in Bezug auf die Funktion | Aussicht auf Leben, Gesundung, Wiederherstellung der Verrichtungen |

- Prognosen nach dem Ausgang der Krankheit:

| Prognosis bona | Prognosis incerta  | Prognosis dubia       | Prognosis mala     | Prognosis infausta     | Prognosis letalis |
| -------------- | ------------------ | --------------------- | ------------------ | ---------------------- | ----------------- |
| Gute Prognose  | Unsichere Prognose | Zweifelhafte Prognose | Schlechte Prognose | Hoffnungslose Prognose | Tödliche Prognose |

## Promissa
Promissa nec aspera curans.
„Sich um Verheißungen kümmern, nicht um Widrigkeiten“. – Leitspruch der Katholischen Universität Eichstätt-Ingolstadt.

## Promoveatur
Promoveatur ut amoveatur.
„Er möge befördert werden, damit man ihn los wird.“

## Propria
Propria manu (p. m.)
„Mit eigener Hand“ – Variante von manu propria.

## Prosit
Prosit
„Es möge nützen!“ – Trinkspruch aus der Studentensprache zu Beginn des 18. Jahrhunderts, der eingedeutscht „Wohl bekomm’s“ lautet.

## Providentiae

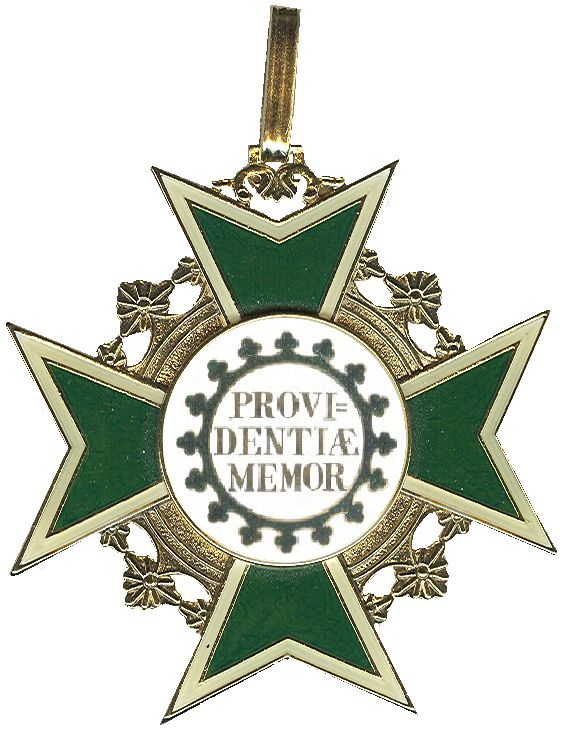
Revers des Hausordens der Rautenkrone mit Inschrift PROVIDENTIAE MEMOR

Providentiae memor
„Der Vorsehung eingedenk“ bzw. „Eingedenk der Vorsehung“ – Motto unter anderem des Hausordens der Rautenkrone, der namibischen Stadt Swakopmund in deren Wappen und der Freien Sachsen auf deren Flagge.

## Proxima/Proximus
Proxima soli
„Der Sonne am nächsten“ – Devise des Ordens des Adlers von Este
 Proximus ardet Ucalegon.
„Beim Nachbarn Ucalegon brennt es.“ Aus der Schilderung der brennenden Stadt Troja in Vergils Aeneis (2,311 f.). (Der Name Ugalegon entspricht in etwa unserem Familiennamen Ohnesorg.)
Als Sprichwort ähnlich „Tua res agitur …“
 Proximus sum egomet mihi.
„Ich bin mir selbst der Nächste.“ – Zitat aus der Komödie Andria des Terenz (Vers 635).
Das Diktum entspricht der Redensart „Jeder ist sich selbst der Nächste“: „Proximus est sibi quisque.“

## Prudens/Prudentis
Prudens futuri temporis exitum caliginosa nocte premit deus.
„Ein kluger Gott umhüllt den Ausgang der Zukunft mit undurchsichtiger Nacht.“ – Horaz, carmina 3,29,29 f.
 Prudens interrogatio quasi dimidium sapientiae.
„Eine kluge Fragestellung ist gewissermaßen die Hälfte der Weisheit“. – Aus: Francis Bacon, Instauratio magna.
 Prudentis est nonnunquam silere.
„Der Kluge muss manchmal schweigen.“

## Pulchra
Pulchra mulier nuda erit quam purpurata pulchrior.
„Eine schöne Frau wird nackt schöner sein als in Purpur gekleidet.“ – Plautus, Mostellaria 289
 Pulchra sunt, quae visa placent.
„Schön ist, was dem Sehen gefällt.“ – Zitat aus den Werken des Kirchenlehrers Thomas von Aquin

## Pulchrum
Pulchrum est accusari ab accusandis.
„Schön ist es, von denen angeklagt zu werden, die angeklagt werden müssen.“
 Pulchrum est digito monstrari et dicier „hic est“.
„Es ist schön, wenn die Leute mit dem Finger auf einen zeigen und sagen: ‚Das ist er!‘“ – Persius, Saturae 1.28.

## Pulvis
Pulvis es.
„Du bist Staub“ – Kurzform von „Memento, homine, quia tu pulvis es, et in pulverem reverteris.“ „Gedenke Mensch, dass du Staub bist und zum Staub zurückkehren wirst.“ (Aus der Vulgata, 1. Buch Mose 3,19)
 Pulvis et umbra sumus.
„Staub und Schatten sind wir“. – Horaz, carmina 4,7,16

## Punctum
Punctum puncti
„Punkt des Punktes“ – Die Hauptsache
 Punctum saliens
„Der springende Punkt“ – Mit dem springenden Punkt meinte Aristoteles ursprünglich das Herz eines Küken-Embryos, das bei Gegenlicht als zuckender Punkt im Ei zu sehen ist. Erst später wurde aus diesem Begriff die entscheidende Frage.

## Punica
Punica fides
„Punische Treue“ – Vorgetäuschte Treue. Seit den Kriegen mit Hannibal galten die Punier den Römern als schlechte Bundesgenossen.

## Puras/Puris
Puras deus, non plenas aspicit manus.
„Reine, nicht volle Hände sieht Gott an.“
 Puris omnia pura
„Den Reinen ist alles rein.“ – Aus dem Brief des Apostels Paulus an Titus (Titus 1,15 ).
Variante der Übersetzung des griechischen Satzes «Πάντα μὲν καθαρὰ τοῖς καθαροῖς» („Panta men kathara tois katharois“) in der Vulgata – dort heißt es „Omnia munda mundis“.